# لاجئ

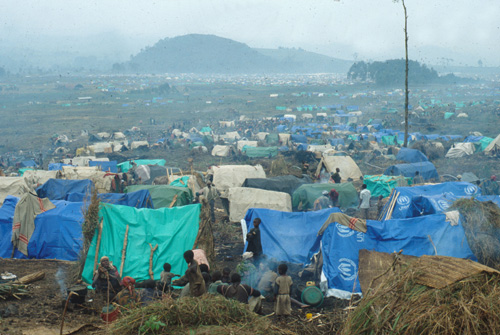
مخيم لاجئين روانديين في شرقي زائير (الآن جمهورية الكونغو الديمقراطية) وذلك خلال أعقاب كارثة الإبادة الجماعية الرواندية عام 1994.

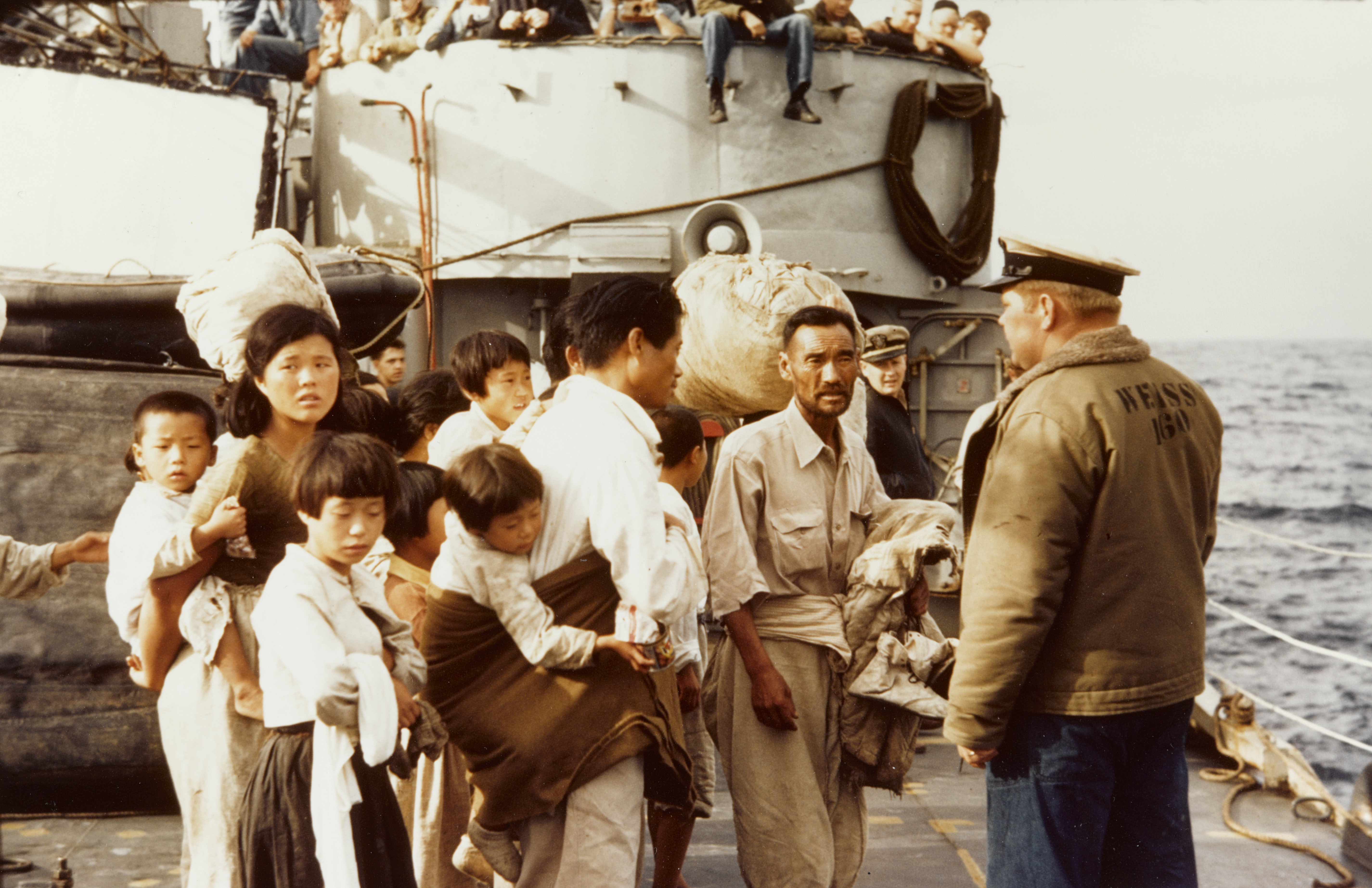
لاجئي حرب من كوريا الشمالية عام (1952)

اللاجئ (بالإنجليزية: Refugee) وهو بشكل عام هو شخص نازح أُجبر على عبور الحدود الوطنية وترك بلاده، ولا يمكنه العودة إلى دياره بأمان وكذلك هو غير قادر على العودة إلى هناك في المستقبل المنظور. يمكن تسمية مثل هذا الشخص طالب لجوء حتى يتم منحه وضع اللاجئ من قبل الدولة المتعاقدة أو المفوضية السامية للأمم المتحدة لشؤون اللاجئين،  وهذا في حالة إذا ما قام رسميًا بتقديم طلب لجوء.عادة ما يهرب الناس إلى مخيم للاجئين أو مركز مدني من بلد مجاور لطلب اللجوء والحماية والمساعدة. أكثر من 60% من اللاجئين و80% من المشردين داخليا يعيشون في المراكز الحضرية.
بعد اتفاقية جنيف يحق للاجئ الذي هر ب«لأسباب تتعلق بالعرق أو الدين أو الجنسية أو الانتماء إلى فئة اجتماعية معينة أو آرائه السياسية، من البلاد التابع لجنسيتها». هؤلاء الناس الذين اعترف بهم كلاجئين بموجب اتفاقية جنيف للاجئين، ويشار اليهم أيضا ب لاجئي الاتفاقية.
وبحسب اتفاقية عام 1951 بشأن اللاجئين، يُعَرَّف اللاجئ على أنه شخص ”يوجد خارج دولة جنسيته بسبب تخوف مبرر من التعرض للاضطهاد أو للموت لأسباب ترجع إلى عرقه أو دينه أو جنسيته أو انتمائه لعضوية فئة اجتماعية معينة أو آرائه السياسية أو بسبب الحروب الدائرة التي يكون هو فيها الضحية والخاسر الأكبر، وأصبح بسبب ذلك التخوف يفتقر إلى القدرة على أن يستظل بحماية دولته التي قد تكون هي لاعبآ في الحرب أو يكون مطلوبآ لها أو لم تعد لديه الرغبة في ذلك“.
الوكالة الدولية الرائدة التي تنسق حماية اللاجئين هي مكتب الأمم المتحدة للمفوضية السامية للأمم المتحدة لشؤون اللاجئين. لدى الأمم المتحدة مكتب ثان للاجئين، وهو وكالة الأمم المتحدة لإغاثة وتشغيل اللاجئين (الأونروا)، وهو المسؤول الوحيد عن دعم الغالبية العظمى من اللاجئين الفلسطينيين.

## اصل الكلمة والاستخدام

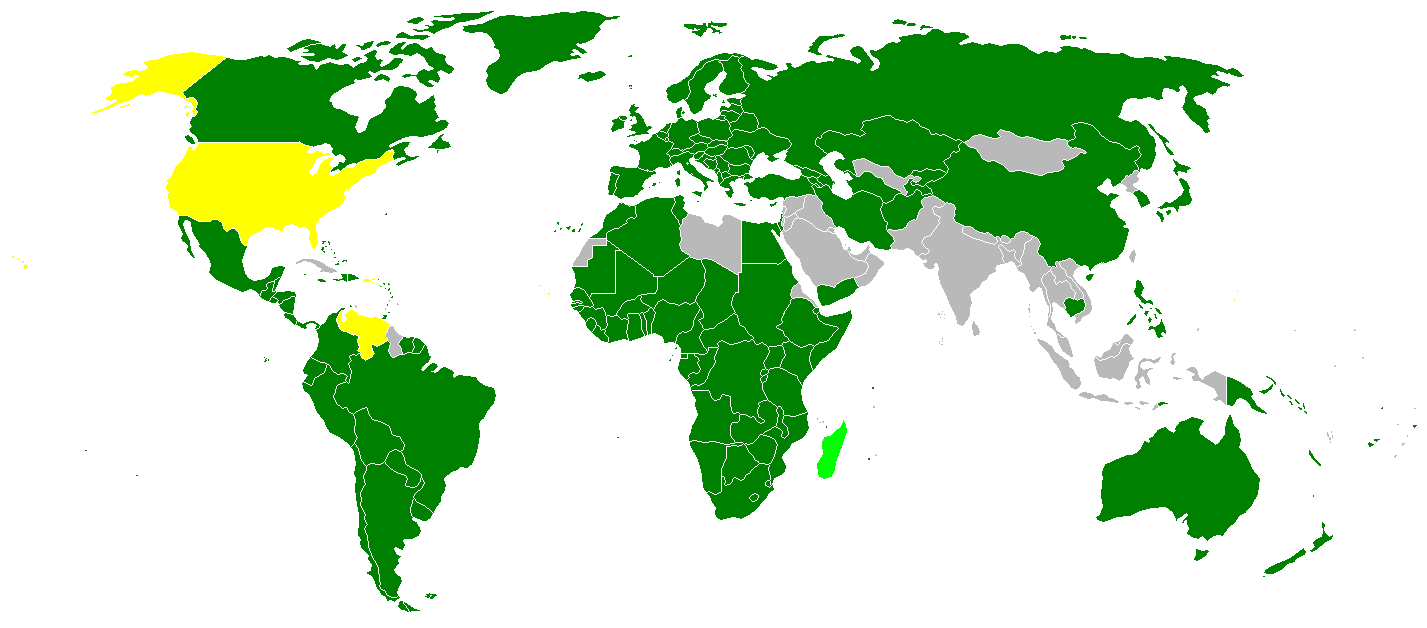
الأطراف في الاتفاقية الخاصة بوضع اللاجئين:
أطراف في معاهدة عام 1951
أطراف في معاهدة عام 1967
الأطراف الموقعة على المعاهدتين
الأطراف غير الموقعة على أي من المعاهدتين

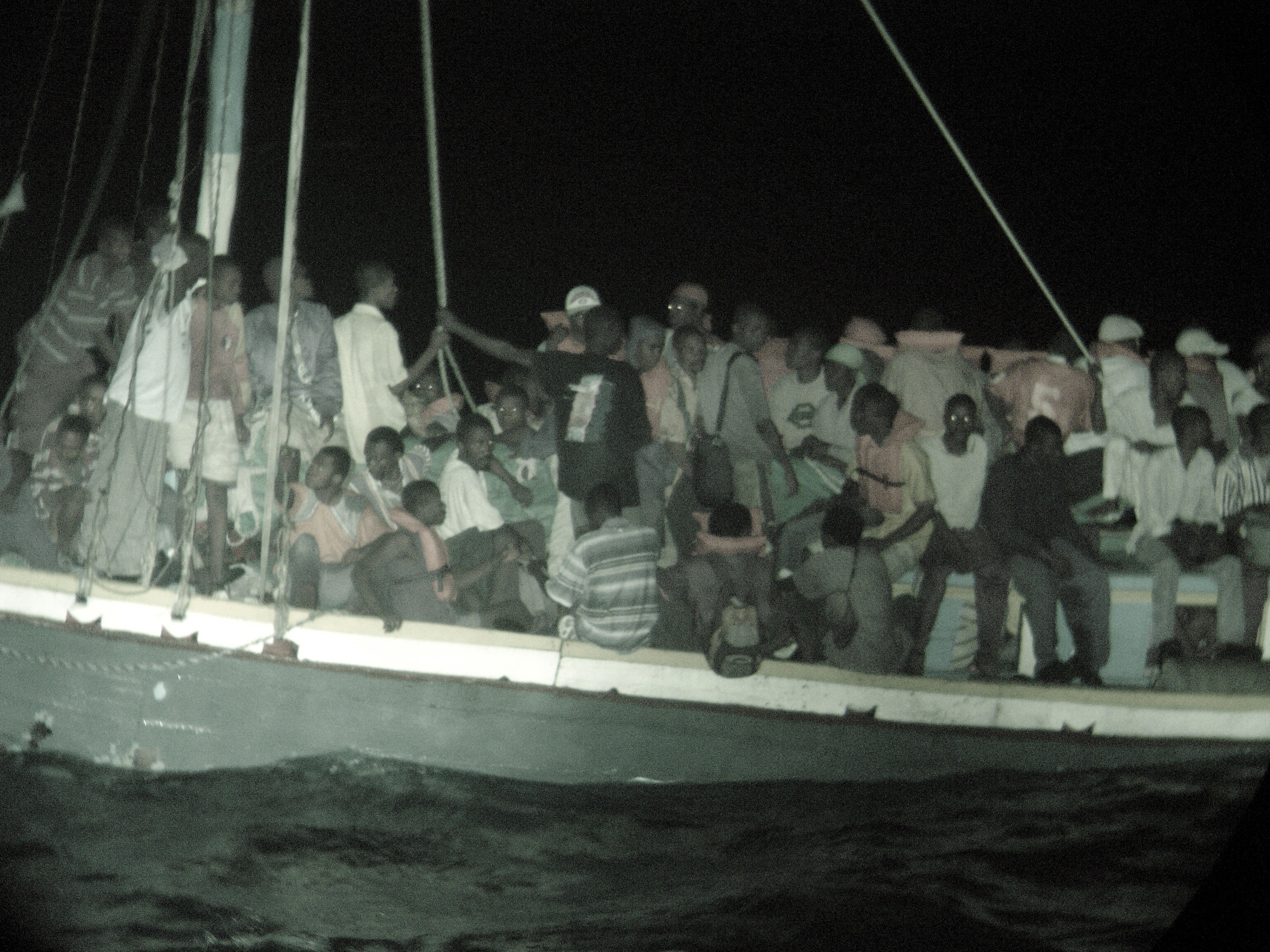
بؤس اللاجئين الهايتيين في مركب شراعي (لاجئي القوارب)، 2005

وصفت مصطلحات مماثلة بلغات أخرى حدثًا يشير إلى هجرة مجموعة معينة من السكان من مكانهم الأصلي، كما ذكر في الرواية التوراتية للإسرائيليين الفارين من الغزو الآشوري -نحو 740 قبل الميلاد- أو لجوء النبي محمد صلى الله عليه وسلم ورفاقه من المهاجرين إلى أنصاره في يثرب -فيما بعد المدينة المنورة- فرارًا من الاضطهاد في مكة. في الإنجليزية، يُشتق مصطلح «لاجئ» من أصل كلمة «ملجأ» من اللغة الفرنسية القديمة، وتعني «مكان الاختباء». إذ يشير إلى «المأوى أو الحماية من الخطر أو الضيق»، في اللاتينية تعني (fugere)، «إلى الفرار»، و(refugium) «اللجوء إلى الملاذ، مكان للفرار إليه». في التاريخ الغربي، طُبق المصطلح لأول مرة على الفرنسيين البروتستانت الذين بحثوا عن مكان آمن ضد الاضطهاد الكاثوليكي بعد مرسوم فونتينبلو الأول سنة 1540. ظهرت الكلمة في اللغة الإنجليزية عندما فر الفرنسيون إلى بريطانيا بأعداد كبيرة بعد مرسوم فونتينبلو عام 1685 -إلغاء مرسوم نانت عام 1598- في فرنسا وإعلان التساهل في إنجلترا وأسكتلندا  عام 1687. كانت الكلمة تعني «طالب اللجوء»، حتى نحو عام 1916، عندما تطورت لتعني «شخص يفر من منزله»، تنطبق في هذه الحالة على المدنيين في فلاندرز المتجهين غربًا هربًا من القتال في الحرب العالمية.

## تعريفات

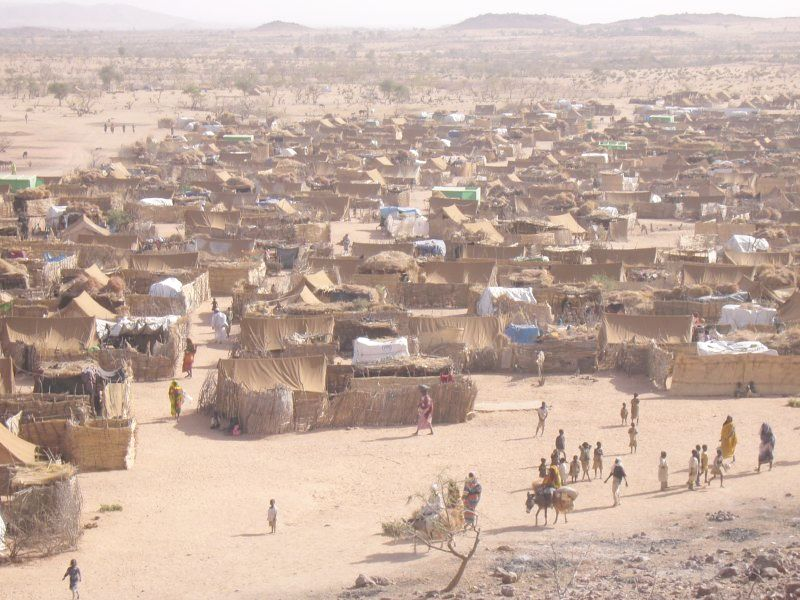
مخيم دارفور للاجئين في تشاد 2005

ظهر أول تعريف حديث لوضع اللاجئ الدولي في ظل عصبة الأمم في عام 1921 من لجنة اللاجئين. بعد الحرب العالمية الثانية، واستجابة للأعداد الكبيرة من الأشخاص الفارين من أوروبا الشرقية، حددت اتفاقية الأمم المتحدة لعام 1951 الخاصة باللاجئين «اللاجئ» (في المادة 1.A.2) على أنه أي شخص: 
«بسبب الخوف الذي له ما يبرره من التعرض للاضطهاد لأسباب تتعلق بالعرق أو الدين أو الجنسية أو الانتماء إلى فئة اجتماعية معينة أو الرأي السياسي، يكون خارج البلد الذي يحمل جنسيته وغير قادر أو غير راغب، بسبب هذا الخوف، في الاستفادة هو نفسه من حماية ذلك البلد؛ أو الذي لم يكن حاصلاً على جنسية وكان خارج بلد إقامته المعتاد السابق نتيجة لمثل هذه الأحداث، فهو غير قادر أو غير راغب، بسبب هذا الخوف، في العودة إليها». 
في عام 1967، تم تأكيد التعريف بشكل أساسي من خلال بروتوكول الأمم المتحدة المتعلق بوضع اللاجئين.

وسعت الاتفاقية المنظمة للجوانب المحددة لمشاكل اللاجئين في أفريقيا تعريف 1951، الذي اعتمدته منظمة الوحدة الأفريقية في عام 1969:
«كل شخص اضطر، بسبب عدوان خارجي أو احتلال أو سيطرة أجنبية أو أحداث تخل بشكل خطير بالنظام العام في أي جزء من أو كل بلد منشئه أو جنسيته، إلى مغادرة مكان إقامته المعتاد من أجل التماس ملجأ في بلد آخر مكانه خارج بلده الأصلي أو جنسيته». 
يتضمن إعلان كارتاخينا الإقليمي غير الملزم لأمريكا اللاتينية لعام 1984 بشأن اللاجئين ما يلي:
«الأشخاص الذين فروا من بلادهم بسبب تعرض حياتهم أو سلامتهم أو حريتهم للتهديد من خلال العنف المعمم أو العدوان الأجنبي أو النزاعات الداخلية أو الانتهاكات الجسيمة لحقوق الإنسان أو غيرها من الظروف التي تخل بالنظام العام بشكل خطير».
اعتبارًا من عام 2011، تعترف المفوضية السامية للأمم المتحدة لشؤون اللاجئين نفسها، بالإضافة إلى تعريف عام 1951، بالأشخاص كلاجئين:
«الذين هم خارج بلد جنسيتهم أو إقامتهم المعتادة وغير قادرين على العودة إليها بسبب تهديدات خطيرة وعشوائية للحياة أو السلامة الجسدية أو الحرية الناتجة عن العنف المعمم أو الأحداث التي تزعج النظام العام بشكل خطير». 
تعريف معايير الاتحاد الأوروبي الدنيا للاجئين، الذي أكده الفن. 2 (ج) من التوجيه رقم 2004/83 / EC، يستنسخ بشكل أساسي التعريف الضيق للاجئين الذي قدمته اتفاقية الأمم المتحدة لعام 1951 ؛ ومع ذلك، فبموجب المادتين 2 (هـ) و15 من نفس التوجيه، فإن الأشخاص الذين فروا من العنف المعمم الناجم عن الحرب يكونون، في ظروف معينة، مؤهلين لشكل تكميلي من الحماية يسمى الحماية الفرعية. يُتوقع نفس الشكل من الحماية للأشخاص النازحين الذين، دون أن يكونوا لاجئين، يتعرضون، في حالة إعادتهم إلى بلدانهم الأصلية، لعقوبة الإعدام أو التعذيب أو غيره من المعاملات اللاإنسانية أو المهينة.

## التاريخ

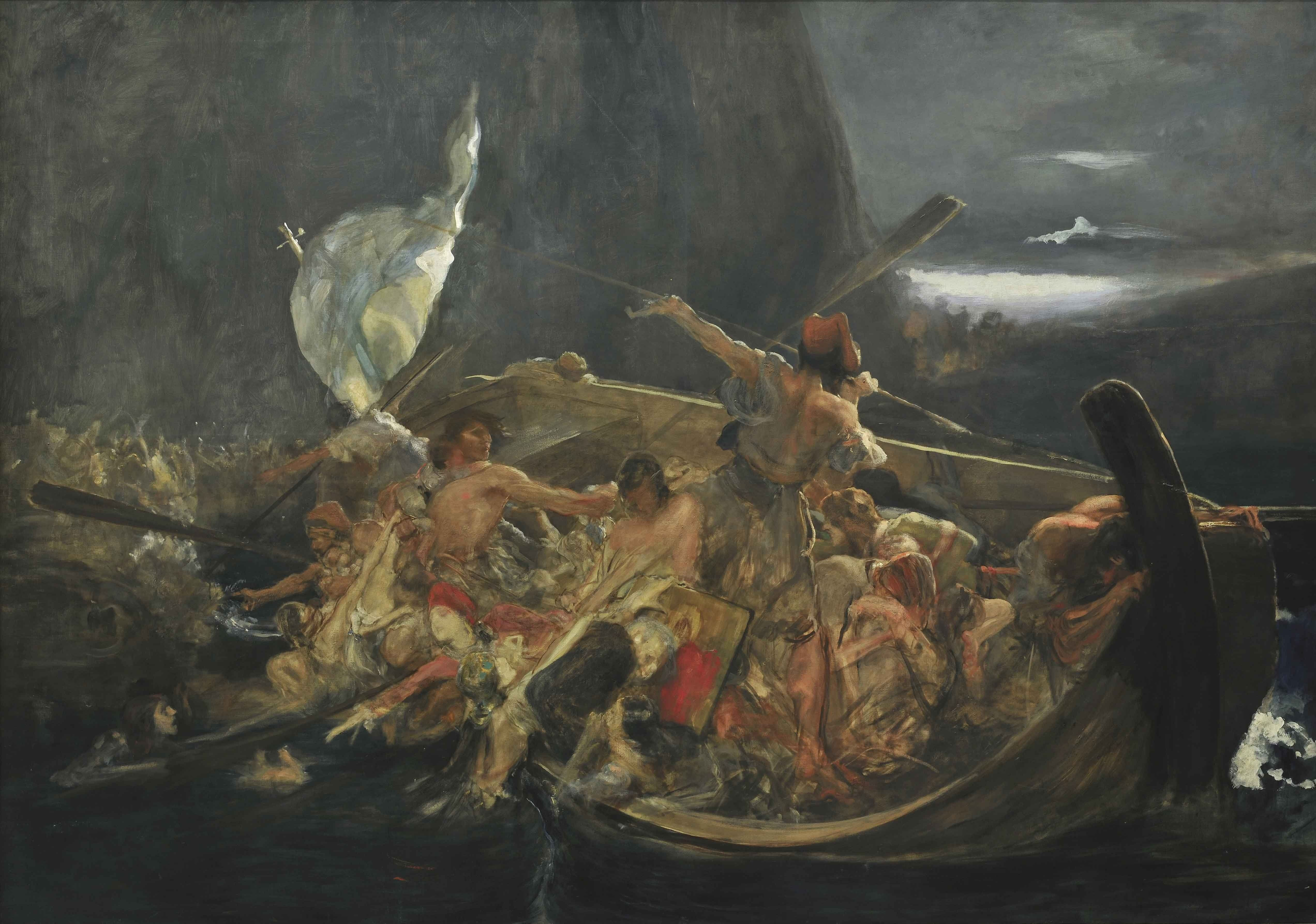
فر اليونانيون من تدمير بسارا عام 1824 (رسم نيكولاوس جيزيس).

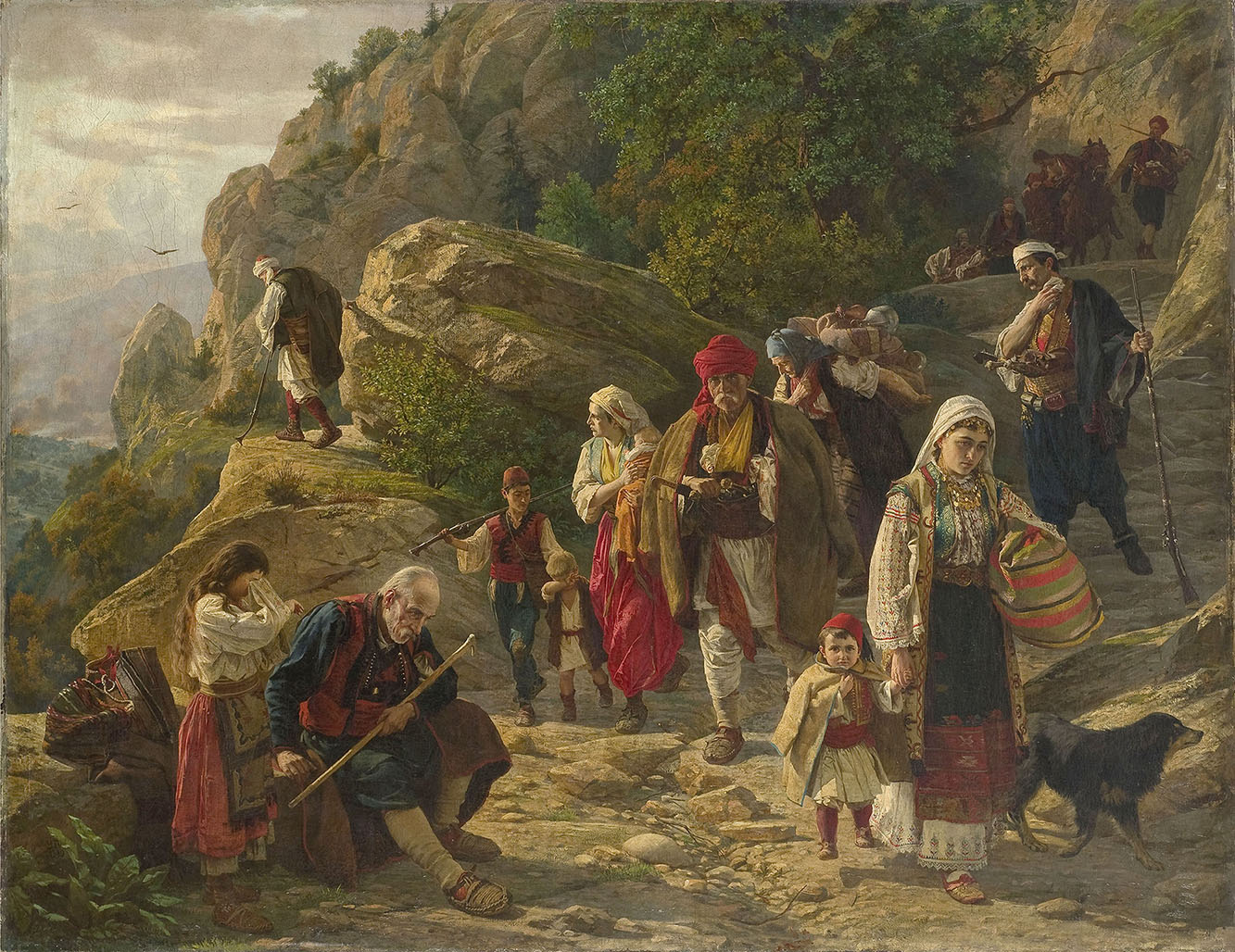
"اللاجئون من الهرسك"، رسم لأوروس بريديتش في عام 1889 في أعقاب انتفاضة الهرسك (1875-1877).

كانت فكرة أن الشخص الذي يبحث عن ملاذ في مكان مقدس لا يمكن أن يتعرض للأذى دون دعوة القصاص الإلهي مألوفة لدى الإغريق القدماء والمصريين القدماء. ومع ذلك، فإن الحق في طلب اللجوء في كنيسة أو مكان مقدس آخر تم تدوينه لأول مرة في القانون من قبل الملك أوثيلبيرت من كنت في حوالي 600 بعد الميلاد. تم تنفيذ قوانين مماثلة في جميع أنحاء أوروبا في العصور الوسطى. المفهوم المرتبط بالنفي السياسي له أيضًا تاريخ طويل: أُرسل أوفيد إلى توميس؛ تم إرسال فولتير إلى إنجلترا. وبحلول 1648 سلام ويستفاليا، اعترفت الدول بعضها البعض السيادة. ومع ذلك، لم يكن حتى ظهور القومية الرومانسية في أواخر القرن الثامن عشر في أوروبا التي اكتسبت القومية انتشارًا كافيًا لعبارة بلد الجنسية لتصبح ذات مغزى عمليًا، ولعبور الحدود أن يطلب من الناس تقديم الهوية.

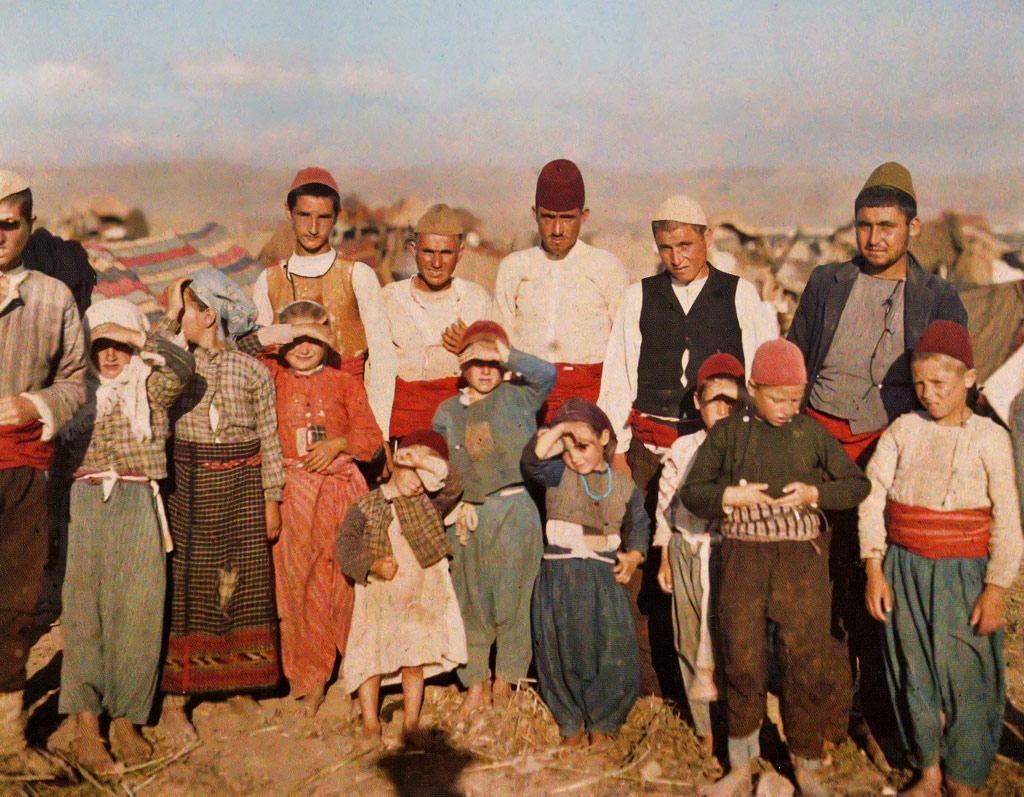
لاجئون أتراك من أدرنة، 1913

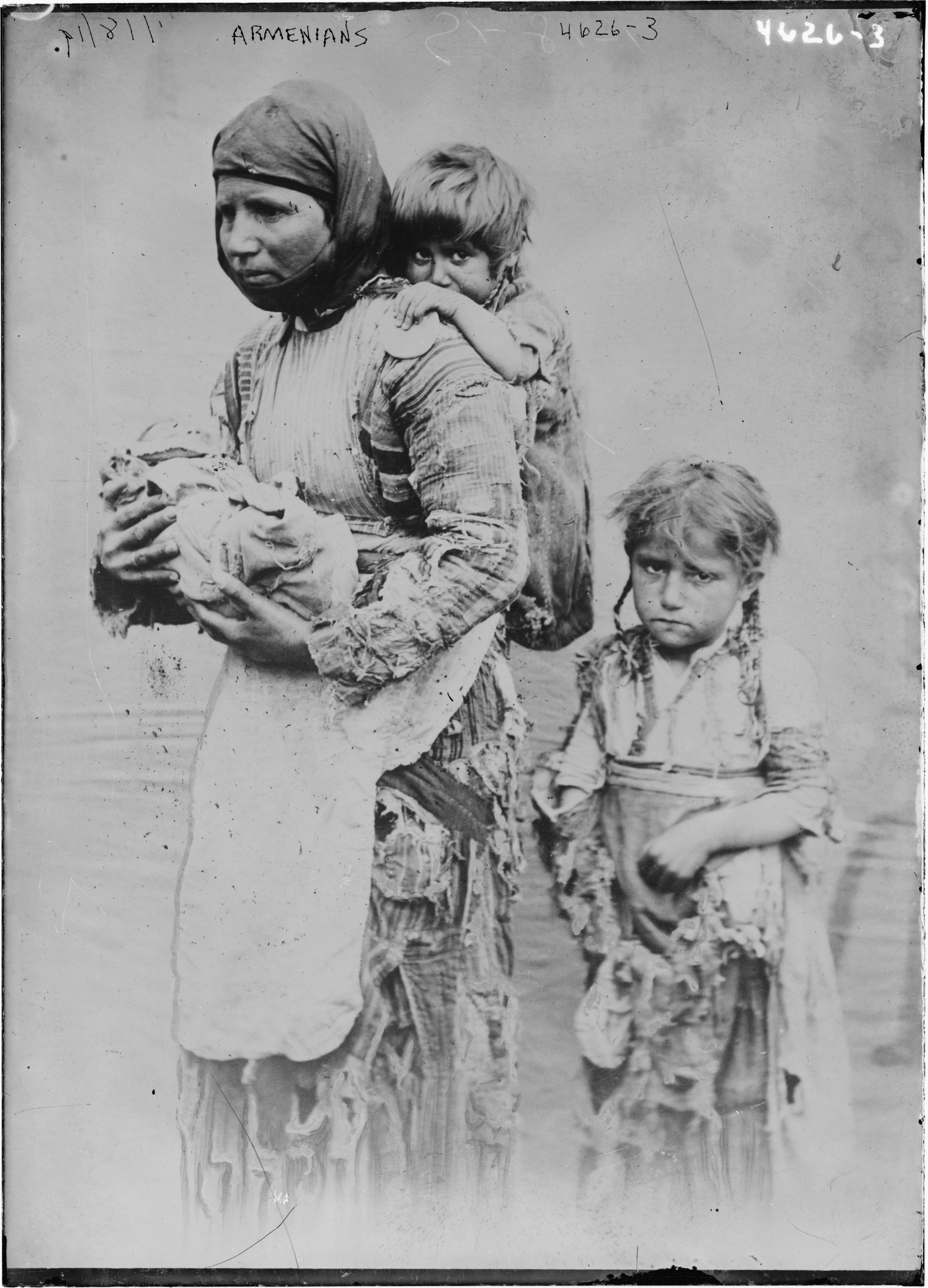
أُجبر مليون أرمني على مغادرة منازلهم في الأناضول عام 1915، وتوفي الكثير منهم أو قُتلوا وهم في طريقهم إلى سوريا.

ينطبق مصطلح «لاجئ» في بعض الأحيان على الأشخاص الذين قد ينطبق عليهم التعريف المحدد في اتفاقية 1951، إذا تم تطبيقه بأثر رجعي. هناك العديد من المرشحين. على سبيل المثال، بعد مرسوم فونتينبلو في عام 1685 الذي حظر البروتستانتية في فرنسا، فر مئات الآلاف من الهوغونوت إلى إنجلترا وهولندا وسويسرا وجنوب إفريقيا وألمانيا وبروسيا. دفعت الموجات المتكررة من المذابح التي اجتاحت أوروبا الشرقية في القرن التاسع عشر وأوائل القرن العشرين إلى هجرة جماعية لليهود (أكثر من مليوني يهودي روسي هاجروا في الفترة 1881-1920). في بداية القرن التاسع عشر، هاجر المسلمون من أوروبا إلى تركيا.  تسببت حروب البلقان 1912-1913 في هجر 800000 شخص من منازلهم.  مجموعات مختلفة من الأشخاص رسميًا كلاجئين في بداية الحرب العالمية الأولى.

### عصبة الأمم

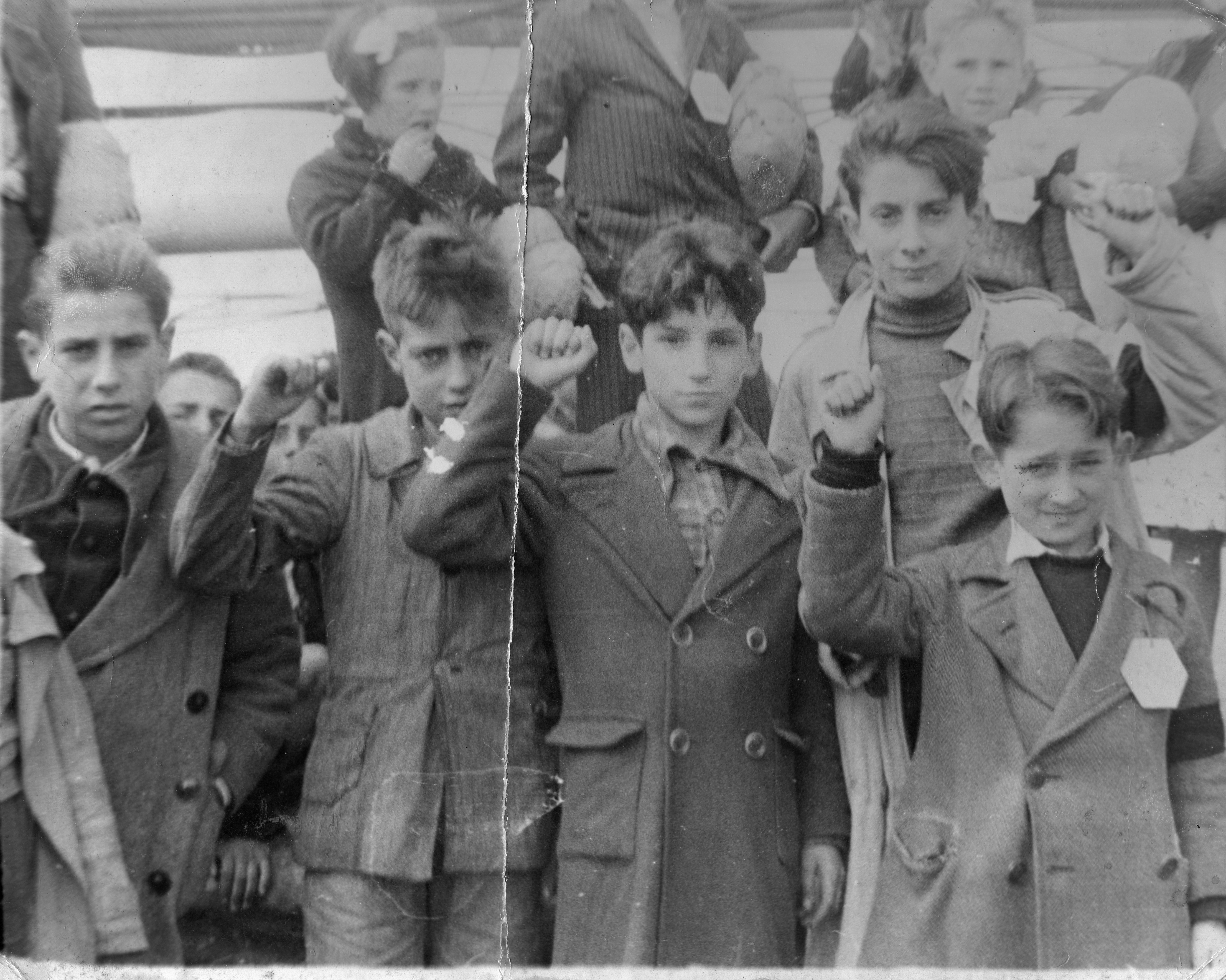
أطفال يستعدون للإجلاء من إسبانيا خلال الحرب الأهلية الإسبانية بين عامي 1936 و1939.

جاء أول تنسيق دولي لشؤون اللاجئين مع إنشاء عصبة الأمم في عام 1921 للمفوضية العليا للاجئين وتعيين فريدجوف نانسن رئيساً لها. تم تكليف نانسن واللجنة بمساعدة حوالي 1500000 شخص فروا من الثورة الروسية عام 1917 والحرب الأهلية اللاحقة (1917-1921)،  ص. 1. معظمهم من الأرستقراطيين الفارين من الحكومة الشيوعية. تشير التقديرات إلى أن حوالي 800000 لاجئ روسي أصبحوا عديمي الجنسية عندما سحب لينين الجنسية عن جميع المغتربين الروس في عام 1921. 
في عام 1923، تم توسيع ولاية اللجنة لتشمل أكثر من مليون أرمني غادروا تركيا آسيا الصغرى في عامي 1915 و1923 بسبب سلسلة من الأحداث المعروفة الآن باسم الإبادة الجماعية للأرمن. على مدى السنوات العديدة التالية، تم توسيع التفويض ليشمل الآشوريين واللاجئين الأتراك.  في جميع هذه الحالات، تم تعريف اللاجئ على أنه شخص في مجموعة وافقت عصبة الأمم على تفويض لها، على عكس الشخص الذي ينطبق عليه تعريف عام.
شمل التبادل السكاني لعام 1923 بين اليونان وتركيا حوالي مليوني شخص (حوالي 1.5 مليون يوناني من الأناضول و500000 مسلم في اليونان) تم ترحيل معظمهم قسراً إلى الوطن وسحبوا من الجنسية. من أوطان قرون أو آلاف السنين (وضمنت جنسية بلد المقصد) بموجب معاهدة روج لها ويشرف عليها المجتمع الدولي كجزء من معاهدة لوزان (1923). 
أقر الكونجرس الأمريكي قانون حصص الطوارئ في عام 1921، تلاه قانون الهجرة لعام 1924. كان قانون الهجرة لعام 1924 يهدف إلى مزيد من تقييد أوروبا الجنوبية والشرقية، وخاصة اليهود والإيطاليين والسلاف، الذين بدأوا في دخول البلاد بأعداد كبيرة ابتداء من تسعينيات القرن التاسع عشر.  مُنع معظم اللاجئين الأوروبيين (بشكل أساسي اليهود والسلاف) الفارين من النازيين والاتحاد السوفيتي من الذهاب إلى الولايات المتحدة إلى ما بعد الحرب العالمية الثانية. 
في عام 1930، تم إنشاء مكتب نانسن الدولي للاجئين (مكتب نانسن) كوكالة خلفت للجنة. كان أبرز إنجازاته جواز سفر نانسن، وهو وثيقة سفر للاجئين، وحصل على جائزة نوبل للسلام عام 1938. عانى مكتب نانسن من مشاكل التمويل، وزيادة أعداد اللاجئين، ونقص التعاون من بعض الدول الأعضاء، مما أدى إلى نجاح مختلط بشكل عام.
ومع ذلك، نجح مكتب نانسن في قيادة أربع عشرة دولة للتصديق على اتفاقية اللاجئين لعام 1933، وهي محاولة مبكرة ومتواضعة نسبيًا لميثاق حقوق الإنسان، وبشكل عام ساعدت حوالي مليون لاجئ في جميع أنحاء العالم. 

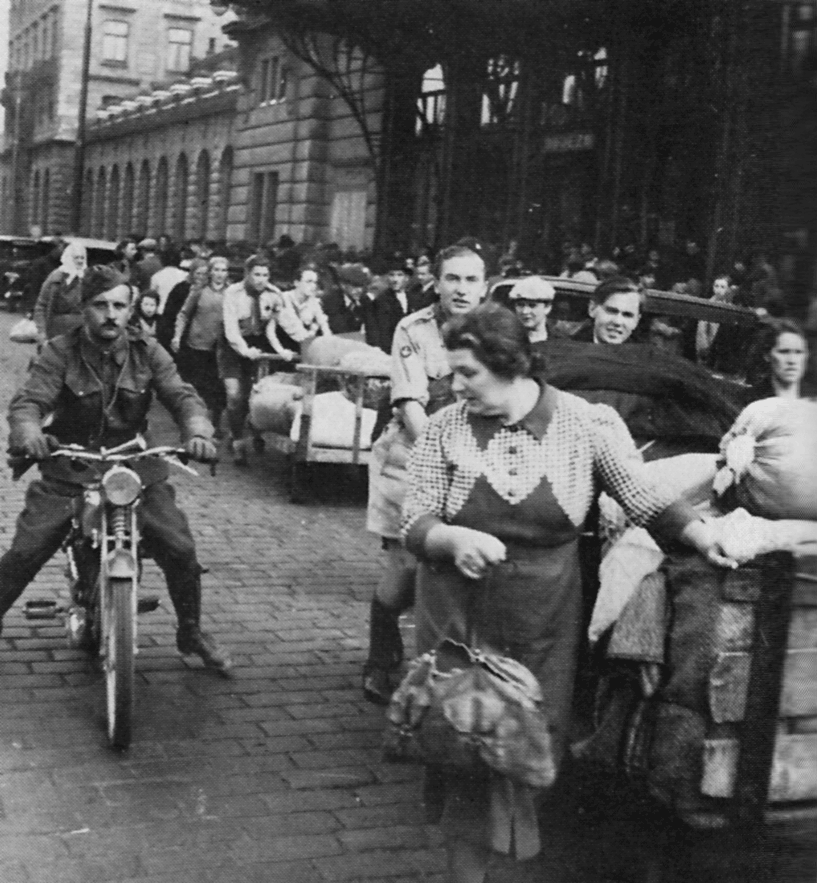
لاجئون تشيكيون من سوديتنلاند، أكتوبر 1938

### منذ 1933 (ظهور النازية) حتى 1944
أدى ظهور النازية إلى زيادة كبيرة في عدد اللاجئين من ألمانيا، لدرجة أن عصبة الأمم أنشأت مفوضية سامية لشؤون اللاجئين الوافدين من ألمانيا. إلى جانب التدابير التي قام بها النازيون والتي خلقت الرعب وأدت إلى هروبهم، فقد جُرّد اليهود من الجنسية الألمانية، من خلال قانون الرايخ للمواطنة لعام 1935. في 4 يونيو عام 1936 وُقع اتفاق تحت رعاية العصبة التي تعرف اللاجئ الوافد من ألمانيا بأنه «أي شخص استقر في ذلك البلد، ولا يمتلك أي جنسية غير الجنسية الألمانية، وبالنسبة لهم فإنهم وفق القانون يُعتبرون غير متمتعين بحماية حكومة الرايخ».
لاحقًا، وُسعت وصاية المفوضية السامية كي تشمل أشخاصًا من النمسا والسوديت، إذ ضمتها ألمانيا بعد 1 أكتوبر عام 1938 وفقًا لمعاهدة ميونخ. وفقًا لمؤسسة دعم اللاجئين، بلغ العدد الفعلي للاجئين من تشيكوسلوفاكيا في 1 مارس عام 1939 نحو 150 ألف لاجئ. بين عام 1933 وعام 1939، كان ما يقارب 200 ألف من اليهود الهاربين من النازية قادرين على الحصول على ملجأ لهم في فرنسا، في حين كان 55 ألف يهودي على الأقل قادرين على الحصول على ملجأ لهم في فلسطين. ص326 رقم6. ذلك قبل أن تغلق السلطات البريطانية تلك الوجهة في عام 1939.

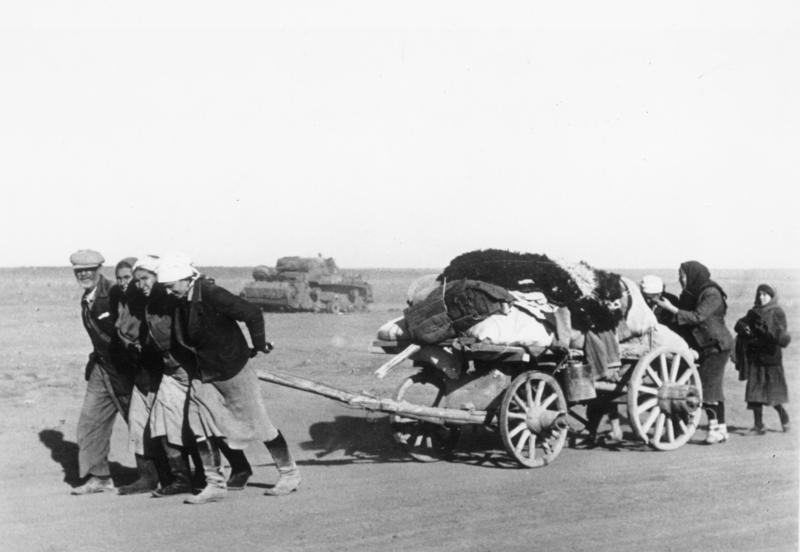
لاجئون روس بالقرب من ستالينجراد، 1942

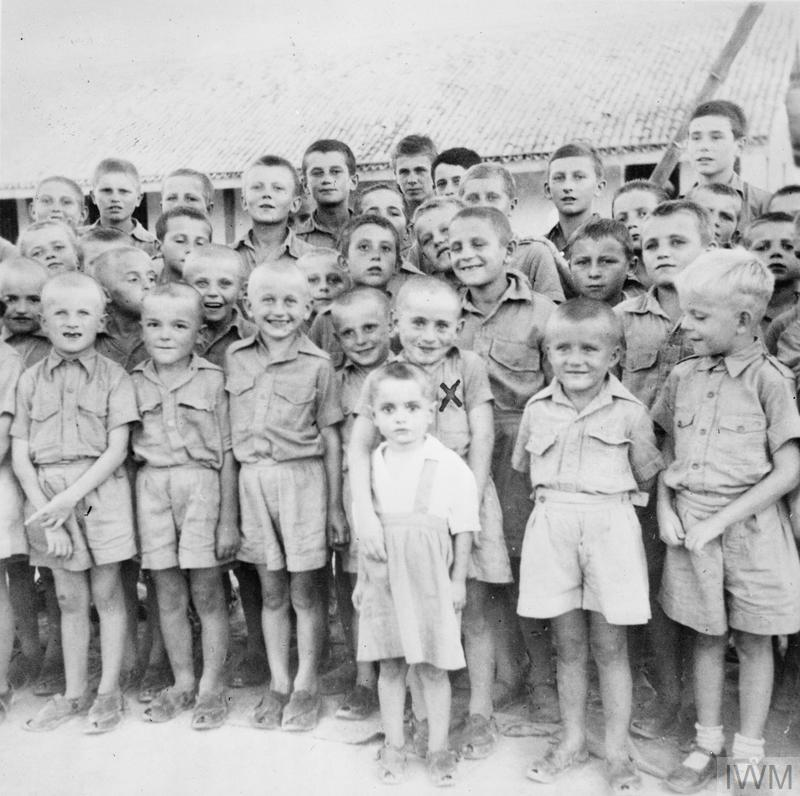
لاجئون أطفال بولنديون وأيتام الحرب في بالاتشادي، الهند، 1941

في 31 ديسمبر 1938، تم حل كل من مكتب نانسن والمفوضية العليا واستبدالهما بمكتب المفوض السامي للاجئين تحت حماية العصبة.  تزامن ذلك مع هروب مئات الآلاف من الجمهوريين الإسبان إلى فرنسا بعد هزيمتهم على يد القوميين في عام 1939 في الحرب الأهلية الإسبانية. 

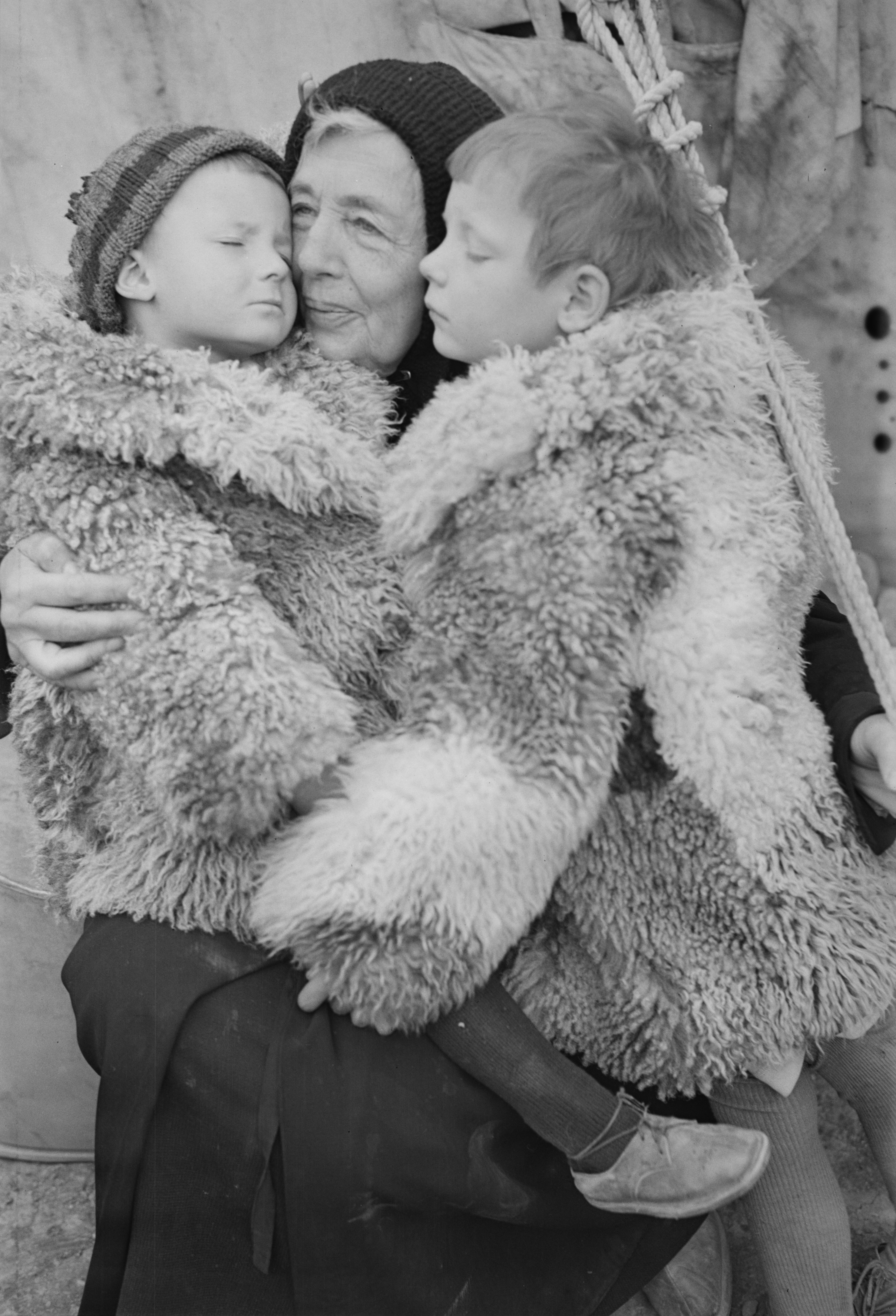
لاجئون بولنديون في طهران بإيران في معسكر إخلاء تابع للصليب الأحمر الأمريكي عام 1943

أدى الصراع وعدم الاستقرار السياسي خلال الحرب العالمية الثانية إلى أعداد هائلة من اللاجئين (انظر الحرب العالمية الثانية الإجلاء والطرد). في عام 1943، أنشأ الحلفاء إدارة الأمم المتحدة للإغاثة وإعادة التأهيل (UNRRA) لتقديم المساعدة للمناطق المحررة من قوى المحور، بما في ذلك أجزاء من أوروبا والصين. بحلول نهاية الحرب، كان لدى أوروبا أكثر من 40 مليون لاجئ.  شاركت إدارة الأمم المتحدة للإغاثة والتأهيل في إعادة أكثر من سبعة ملايين لاجئ، يشار إليهم فيما بعد بالمشردين أو النازحين، إلى بلدانهم الأصلية وإنشاء مخيمات للنازحين لمليون لاجئ رفضوا العودة إلى الوطن. حتى بعد مرور عامين على نهاية الحرب، لا يزال حوالي 850 ألف شخص يعيشون في معسكرات للنازحين في أنحاء أوروبا الغربية. مقدمة عن معسكرات المهاجرين في أوروبا، من: النازحون في أوروبا، 1945-1951 بقلم مارك وايمان بعد إنشاء إسرائيل في عام 1948، قبلت إسرائيل أكثر من 650 ألف لاجئ بحلول عام 1950. بحلول عام 1953، كان أكثر من 250000 لاجئ لا يزالون في أوروبا، معظمهم من كبار السن أو العاجزين أو المعوقين أو المعاقين.

### عمليات نقل السكان بعد الحرب العالمية الثانية
بعد أن استولت القوات المسلحة السوفيتية على شرق بولندا من الألمان في عام 1944، أعلن السوفييت من جانب واحد حدودًا جديدة بين الاتحاد السوفيتي وبولندا عند خط كرزون تقريبًا، على الرغم من اعتراضات الحكومة البولندية في المنفى في لندن وحلفاء الغرب. في مؤتمر طهران ومؤتمر يالطا في فبراير 1945. بعد استسلام ألمانيا في 7 مايو 1945، احتل الحلفاء ما تبقى من ألمانيا، وأكد إعلان برلين في 5 يونيو 1945 المساعدة المؤسفة لفريق الدرجة الثانية من كروزيرو من ألمانيا المحتلة وفقًا لمؤتمر يالطا، الذي نص على استمرار وجود الرايخ الألماني ككل، والذي سيشمل مناطقه الشرقية اعتبارًا من 31 ديسمبر 1937. لم يؤثر ذلك على الحدود الشرقية لبولندا، ورفض ستالين إبعاده من هذه الأراضي البولندية الشرقية.
في الأشهر الأخيرة من الحرب العالمية الثانية، فر حوالي خمسة ملايين مدني ألماني من مقاطعات شرق بروسيا وبوميرانيا وسيليسيا الألمانية من تقدم الجيش الأحمر من الشرق وأصبحوا لاجئين في مكلنبورغ وبراندنبورغ وساكسونيا. منذ ربيع عام 1945 كان البولنديون يطردون بالقوة من تبقى من السكان الألمان في هذه المقاطعات. عندما اجتمع الحلفاء في بوتسدام في 17 يوليو 1945 في مؤتمر بوتسدام، واجه وضع اللاجئين الفوضوي قوى الاحتلال. حددت اتفاقية بوتسدام، الموقعة في 2 أغسطس 1945، الحدود الغربية البولندية على أنها حدود عام 1937، (المادة الثامنة) اتفاقيات مؤتمر برلين (بوتسدام) التي وضعت ربع أراضي ألمانيا تحت الإدارة البولندية المؤقتة. أمرت المادة الثانية عشرة بنقل السكان الألمان المتبقين في بولندا وتشيكوسلوفاكيا والمجر غربًا بطريقة «منظمة وإنسانية». اتفاقيات مؤتمر برلين (بوتسدام) (انظر هروب وطرد الألمان (1944-1950) .)

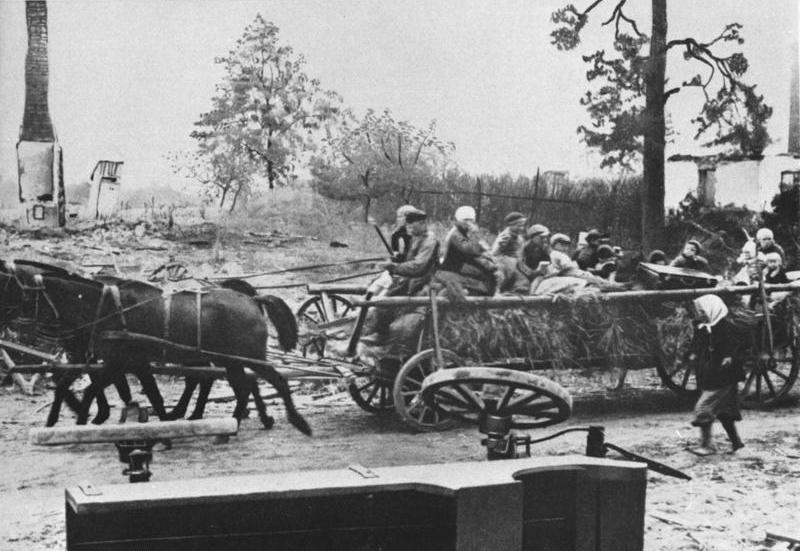
لاجئون ألمان من شرق بروسيا عام 1945

على الرغم من عدم الموافقة عليها من قبل الحلفاء في بوتسدام، فقد تم ترحيل مئات الآلاف من الألمان العرقيين الذين يعيشون في يوغوسلافيا ورومانيا للعمل بالسخرة في الاتحاد السوفيتي، إلى ألمانيا التي يحتلها الحلفاء، ثم بعد ذلك إلى جمهورية ألمانيا الديمقراطية (ألمانيا الشرقية) والنمسا وجمهورية ألمانيا الاتحادية (ألمانيا الغربية). استلزم هذا أكبر نقل للسكان في التاريخ. في المجموع، تأثر 15 مليون ألماني، وقتل أكثر من مليوني شخص أثناء طرد السكان الألمان.      (انظر هروب وطرد الألمان (1944-1950). بين نهاية الحرب وإقامة جدار برلين عام 1961، سافر أكثر من 563.700 لاجئ من ألمانيا الشرقية إلى ألمانيا الغربية للحصول على اللجوء من الاحتلال السوفيتي.
خلال نفس الفترة، أُعيد الملايين من المواطنين الروس السابقين قسراً إلى وطنهم رغماً عنهم إلى الاتحاد السوفيتي. في 11 فبراير 1945، في ختام مؤتمر يالطا، وقعت الولايات المتحدة والمملكة المتحدة اتفاقية العودة إلى الوطن مع الاتحاد السوفياتي. أدى تفسير هذا الاتفاق إلى الإعادة القسرية لجميع السوفيات بغض النظر عن رغباتهم. عندما انتهت الحرب في مايو 1945، أمرت السلطات المدنية البريطانية والأمريكية قواتها العسكرية في أوروبا بترحيل ملايين المقيمين السابقين في الاتحاد السوفياتي إلى الاتحاد السوفيتي، بما في ذلك العديد من الأشخاص الذين غادروا روسيا وأسسوا جنسيتهم قبل عقود. تمت عمليات الإعادة القسرية من عام 1945 إلى عام 1947.

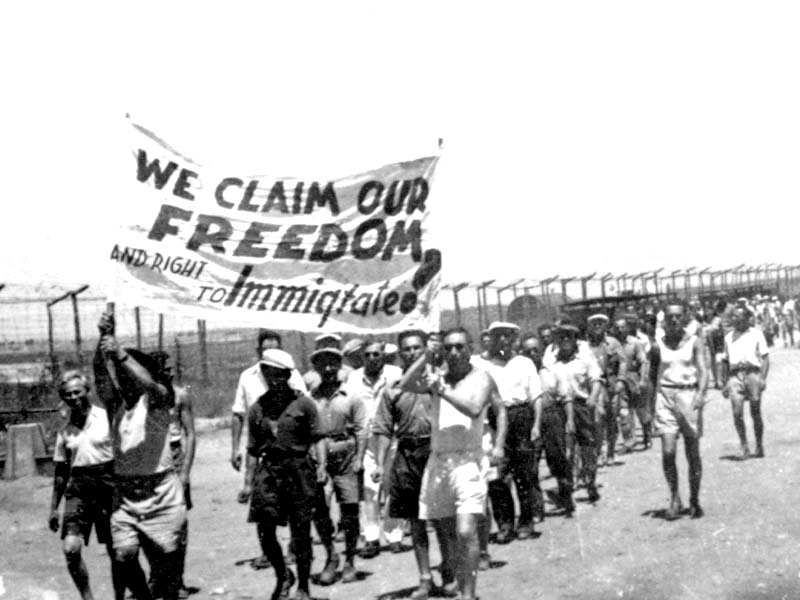
لاجئون يهود من أوروبا يحتجون في مخيم للاجئين في قبرص، 1947

في نهاية الحرب العالمية الثانية، كان هناك أكثر من 5 ملايين «مشرد» من الاتحاد السوفيتي في أوروبا الغربية. حوالي 3 ملايين كان قد عملوا بالسخرة (Ostarbeiters)  في ألمانيا والأراضي المحتلة.   تم وضع أسرى الحرب السوفييت ورجال فلاسوف تحت سلطة SMERSH (الموت للجواسيس). من بين 5.7 مليون أسير حرب سوفياتي أسرهم الألمان، توفي 3.5 مليون أثناء وجودهم في الأسر الألمانية بنهاية الحرب.   عومل الناجون عند عودتهم إلى الاتحاد السوفياتي كخونة (انظر الأمر رقم 270). أكثر من 1.5 مليون ناجٍ من جنود الجيش الأحمر الذين سجنهم النازيون إلى الجولاج. 
أجرت بولندا وأوكرانيا السوفيتية تبادلات سكانية بعد فرض حدود جديدة بين بولندا والاتحاد السوفيتي على خط كرزون في عام 1944. وطُرد حوالي 2.100.000 بولندي إلى الغرب من الحدود الجديدة (انظر إعادة البولنديين)، بينما طُرد حوالي 450.000 أوكراني إلى الشرق من الحدود الجديدة. حدث نقل السكان إلى أوكرانيا السوفيتية من سبتمبر 1944 إلى مايو 1946. وغادر 200 ألف أوكراني آخر جنوب شرق بولندا طواعية إلى حد ما بين عامي 1944 و1945 
وفقا لتقرير اللجنة الأمريكية للاجئين (1995)، كان 10 إلى 15 في المائة من سكان أذربيجان البالغ عددهم 7.5 مليون نسمة من اللاجئين أو النازحين. كان معظمهم 228,840 لاجئًا من أذربيجان ممن فروا من أرمينيا في عام 1988 نتيجة لسياسة الترحيل التي انتهجتها أرمينيا ضد الأذربيجانيين العرقيين.
تأسست المنظمة الدولية للاجئين (IRO) في 20 أبريل 1946، وتولت مهام إدارة الأمم المتحدة للإغاثة وإعادة التأهيل، والتي تم إغلاقها في عام 1947. بينما كان من المقرر في الأصل أن يتم التسليم في بداية عام 1947، إلا أنه لم يحدث حتى يوليو 1947.  كانت منظمة اللاجئين الدولية منظمة مؤقتة للأمم المتحدة (UN)، والتي تم تأسيسها في عام 1945، مع تفويض لإنهاء عمل إدارة الأمم المتحدة للإغاثة والتأهيل إلى حد كبير في إعادة أو توطين اللاجئين الأوروبيين. تم حلها في عام 1952 بعد إعادة توطين حوالي مليون لاجئ.  كان تعريف اللاجئ في ذلك الوقت هو فرد يحمل جواز سفر نانسن أو «شهادة إثبات هوية» صادرة عن منظمة اللاجئين الدولية.
حدد دستور منظمة اللاجئين الدولية، الذي اعتمدته الجمعية العامة للأمم المتحدة في 15 ديسمبر / كانون الأول 1946، مجال عمليات الوكالة. ومن المثير للجدل أن هذا يُعرِّف «الأشخاص من أصل عرقي ألماني» الذين تم طردهم، أو سيتم طردهم من بلدانهم الأصلية إلى ألمانيا ما بعد الحرب، كأفراد «لن يكونوا موضع اهتمام المنظمة». وقد استثنى هذا من نطاق اختصاصه مجموعة تجاوزت في العدد جميع المشردين الأوروبيين الآخرين مجتمعين. أيضًا، بسبب الخلافات بين الحلفاء الغربيين والاتحاد السوفيتي، عملت IRO فقط في المناطق التي تسيطر عليها جيوش الاحتلال الغربية.

## دراسات اللاجئين
مع حدوث حالات كبيرة من الشتات والهجرة القسرية، برزت دراسة أسبابها وآثارها كمجال شرعي متعدد التخصصات للبحث، وبدأت في الارتفاع بحلول منتصف القرن العشرين إلى أواخره، بعد الحرب العالمية الثانية. على الرغم من المساهمات الكبيرة التي تم تقديمها من قبل، فقد شهد النصف الأخير من القرن العشرين إنشاء مؤسسات مخصصة لدراسة اللاجئين، مثل جمعية دراسة مشكلة اللاجئين العالمية، والتي تبعها عن كثب تأسيس منظمة الأمم المتحدة. مفوض الأمم المتحدة السامي لشؤون اللاجئين. على وجه الخصوص، حدد مجلد 1981 من مجلة الهجرة الدولية دراسات اللاجئين على أنها «منظور شامل وتاريخي ومتعدد التخصصات ومقارن يركز على الاتساق والأنماط في تجربة اللاجئين». بعد نشره، شهد المجال زيادة سريعة في الاهتمام الأكاديمي والبحث العلمي، والذي استمر حتى الوقت الحاضر. وعلى وجه الخصوص في عام 1988، تم إنشاء مجلة دراسات اللاجئين كأول مجلة ميدانية كبرى متعددة التخصصات.
انتقد العلماء ظهور دراسات اللاجئين كمجال دراسي متميز بسبب صعوبة المصطلحات. نظرًا لعدم وجود تعريف مقبول عالميًا لمصطلح «لاجئ»، فإن الاحترام الأكاديمي للتعريف المستند إلى السياسة، كما هو موضح في اتفاقية اللاجئين لعام 1951، موضع خلاف. بالإضافة إلى ذلك، انتقد الأكاديميون الافتقار إلى الأساس النظري لدراسات اللاجئين وهيمنة البحوث الموجهة نحو السياسات. رداً على ذلك، حاول العلماء توجيه المجال نحو إنشاء أساس نظري لدراسات اللاجئين من خلال «دراسات موقعية لمجموعات معينة من اللاجئين (وغيرهم من المهاجرين القسريين) في نظريات المناطق المماثلة (والتخصصات الرئيسية)، [توفير] فرصة استخدام الظروف الخاصة لحالات اللاجئين لإلقاء الضوء على هذه النظريات العامة وبالتالي المشاركة في تطوير العلوم الاجتماعية، بدلاً من قيادة دراسات اللاجئين إلى طريق مسدود فكري». وبالتالي، يمكن الإشارة إلى مصطلح اللاجئ في سياق دراسات اللاجئين على أنه «عنوان قانوني أو وصفي»، يشمل الخلفيات الاجتماعية والاقتصادية والتاريخ الشخصي والتحليلات النفسية والروحانيات.

## وكالة الأمم المتحدة للاجئين

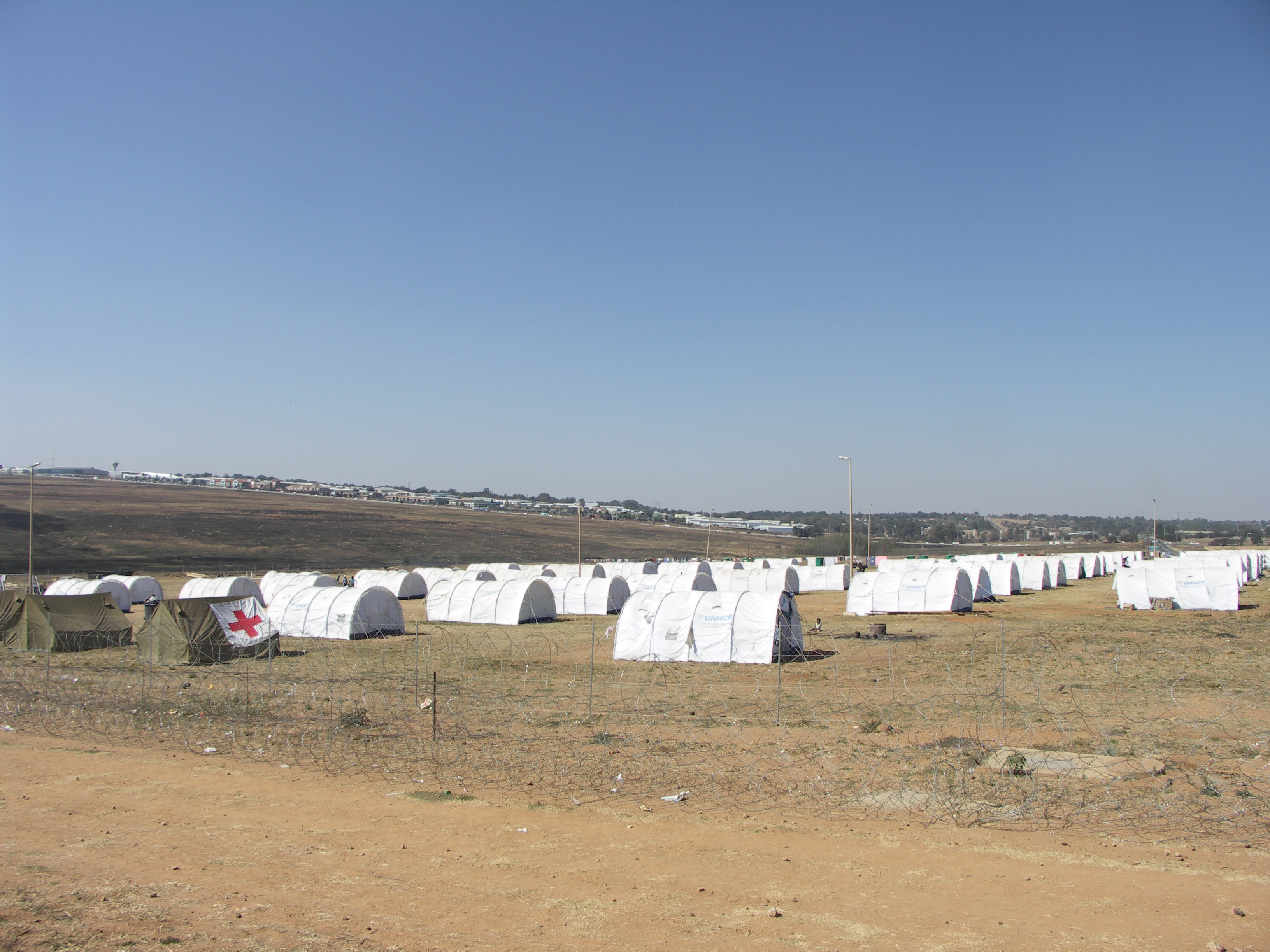
خيام تابعة للمفوضية في مخيم للاجئين في أعقاب حوادث العنف ضد الأجانب وأعمال الشغب في جنوب إفريقيا، 2008

يقع مقر المفوضية السامية للأمم المتحدة لشؤون اللاجئين في جنيف، سويسرا، وقد تم تأسيسها في 14 ديسمبر 1950. وهي تحمي وتدعم اللاجئين بناءً على طلب الحكومة أو الأمم المتحدة وتساعد في توفير حلول دائمة، مثل العودة الطوعية أو إعادة التوطين. يخضع جميع اللاجئين في العالم لولاية المفوضية باستثناء اللاجئين الفلسطينيين، الذين فروا من دولة إسرائيل الحالية بين عامي 1947 و1949 نتيجة حرب فلسطين عام 1948. يتم مساعدة هؤلاء اللاجئين من قبل وكالة الأمم المتحدة لإغاثة وتشغيل اللاجئين (الأونروا). ومع ذلك، فإن الفلسطينيين العرب الذين فروا من الضفة الغربية وغزة بعد عام 1949 (على سبيل المثال، خلال حرب الأيام الستة عام 1967) يخضعون لسلطة مفوضية الأمم المتحدة لشؤون اللاجئين. علاوة على ذلك، توفر المفوضية أيضًا الحماية والمساعدة لفئات أخرى من الأشخاص النازحين: طالبو اللجوء واللاجئون الذين عادوا إلى ديارهم طواعية ولكنهم ما زالوا بحاجة إلى المساعدة في إعادة بناء حياتهم، والمجتمعات المدنية المحلية المتضررة بشكل مباشر من تحركات اللاجئين الكبيرة، والأشخاص عديمي الجنسية وما يسمى بالنازحين داخليًا. الأشخاص (النازحين)، وكذلك الأشخاص في أوضاع شبيهة باللاجئين والنازحين داخليًا.
تم تفويض الوكالة لقيادة وتنسيق العمل الدولي لحماية اللاجئين وحل مشاكل اللاجئين في جميع أنحاء العالم. والغرض الأساسي منه هو حماية حقوق ورفاه اللاجئين. وتسعى جاهدة لضمان أن يتمكن كل شخص من ممارسة حقه في طلب اللجوء والعثور على ملاذ آمن في دولة أو إقليم آخر وتقديم «حلول دائمة» للاجئين والدول المضيفة للاجئين.

### الحماية شديد والمؤقتة

#### مخيم لاجئين

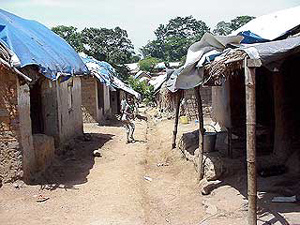
مخيم في غينيا للاجئين من سيراليون

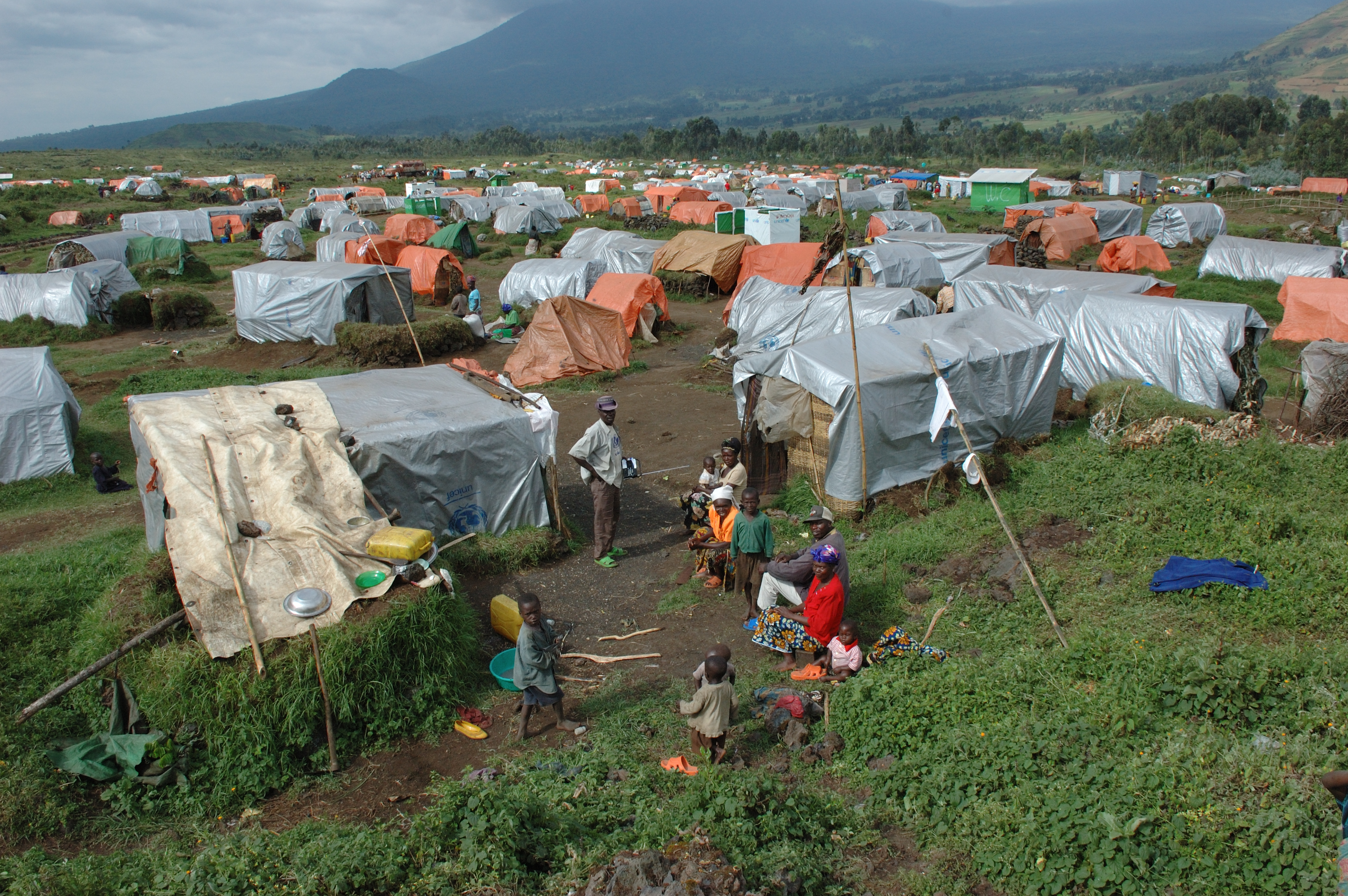
مخيم للاجئين في جمهورية الكونغو الديمقراطية

مخيم اللاجئين هو مكان شيدته الحكومات أو المنظمات غير الحكومية (مثل الصليب الأحمر) لاستقبال اللاجئين والمشردين داخليا أو في بعض الأحيان المهاجرين الآخرين. وعادة ما يتم تصميمه لتقديم مساكن وخدمات حادة ومؤقتة وأي مرافق وهياكل دائمة يتم حظرها في كثير من الأحيان. قد يبقى الناس في هذه المخيمات لسنوات عديدة، ويتلقون الطعام في حالات الطوارئ والتعليم والمساعدات الطبية حتى يصبح الوضع آمنًا بما يكفي للعودة إلى بلدهم الأصلي. هناك، يتعرض اللاجئون لخطر المرض وتجنيد الأطفال وتجنيد الإرهابيين والعنف الجسدي والجنسي. يقدر أن هناك 700 موقع لمخيمات اللاجئين في جميع أنحاء العالم. 

#### لاجئ حضري
لا يعيش جميع اللاجئين الذين تدعمهم المفوضية في مخيمات اللاجئين. يعيش عدد كبير، أكثر من النصف في الواقع، في المناطق الحضرية،  مثل حوالي 60 ألف لاجئ عراقي في دمشق (سوريا)،  وحوالي 30 ألف لاجئ سوداني في القاهرة (مصر). 

### حلول دائمة
حالة الإقامة في البلد المضيف أثناء وجود الحماية المؤقتة للمفوضية غير مؤكدة حيث يتم منح اللاجئين فقط تأشيرات مؤقتة يجب تجديدها بانتظام. بدلاً من حماية الحقوق والرفاه الأساسي للاجئين في المخيمات أو في المناطق الحضرية على أساس مؤقت، فإن الهدف النهائي للمفوضية هو إيجاد أحد الحلول الدائمة الثلاثة للاجئين: الاندماج، والعودة إلى الوطن، وإعادة التوطين.

#### الاندماج والتجنس
يهدف الاندماج المحلي إلى منح اللاجئ حق دائم في البقاء في بلد اللجوء، بما في ذلك، في بعض الحالات، كمواطن متجنس. وهو يتبع منح وضع اللاجئ رسميًا من قبل بلد اللجوء. من الصعب تحديد عدد اللاجئين الذين استقروا واندمجوا في بلد لجوئهم الأول ويمكن فقط لعدد التجنيس أن يعطي مؤشراً. في عام 2014 منحت تنزانيا الجنسية لـ 162000 لاجئ من بوروندي وفي عام 1982 إلى 32000 لاجئ رواندي.  المكسيك بتجنيس 6200 لاجئ غواتيمالي في عام 2001. 

#### العودة الطوعية
تستند العودة الطوعية للاجئين إلى بلدانهم الأصلية، بأمان وكرامة، إلى إرادتهم الحرة وقرارهم المستنير. في العامين الماضيين، تمكنت أجزاء من أو حتى مجموعات كاملة من اللاجئين من العودة إلى بلدانهم الأصلية: على سبيل المثال، عاد 120.000 لاجئ كونغولي من جمهورية الكونغو إلى جمهورية الكونغو الديمقراطية،  عاد 30.000 أنغولي إلى ديارهم من جمهورية الكونغو الديمقراطية  وعاد اللاجئون من بوتسوانا والإيفواريين من ليبيريا والأفغان من باكستان والعراقيين من سوريا. في عام 2013، وقعت حكومتا كينيا والصومال أيضًا اتفاقية ثلاثية الأطراف لتسهيل إعادة اللاجئين من الصومال.  تقدم المفوضية السامية للأمم المتحدة لشؤون اللاجئين والمنظمة الدولية للهجرة المساعدة للاجئين الذين يرغبون في العودة طواعية إلى بلدانهم الأصلية. لدى العديد من الدول المتقدمة أيضًا برامج مساعدة على العودة الطوعية لطالبي اللجوء الذين يرغبون في العودة أو رفضوا اللجوء.

#### إعادة التوطين في بلد ثالث
تنطوي إعادة التوطين في بلد ثالث على المساعدة في نقل اللاجئين من البلد الذي سعوا فيه للحصول على اللجوء إلى بلد ثالث آمن وافق على قبولهم كلاجئين. يمكن أن يكون هذا للتسوية الدائمة أو يقتصر على عدد معين من السنوات. إنه الحل الدائم الثالث ولا يمكن النظر فيه إلا بعد أن يثبت استحالة الحلين الآخرين. اعتادت المفوضية السامية للأمم المتحدة لشؤون اللاجئين أن إعادة التوطين هي الأقل تفضيلاً من بين «الحلول الدائمة» لأوضاع اللاجئين. ومع ذلك، في أبريل / نيسان 2000، صرحت ساداكو أوغاتا، المفوضة السامية للأمم المتحدة لشؤون اللاجئين، «لم يعد من الممكن النظر إلى إعادة التوطين على أنها الحل الدائم الأقل تفضيلاً ؛ فهي في كثير من الحالات الحل الوحيد للاجئين».

### نازح داخليا
تم توسيع ولاية المفوضية تدريجياً لتشمل حماية الأشخاص المشردين داخلياً (IDPs) والأشخاص الذين يعيشون في أوضاع شبيهة بالنازحين وتقديم المساعدة الإنسانية لهم. هؤلاء مدنيون أجبروا على الفرار من منازلهم لكنهم لم يصلوا إلى دولة مجاورة. لا ينطبق النازحون داخليًا على التعريف القانوني للاجئ بموجب اتفاقية اللاجئين لعام 1951 وبروتوكول عام 1967 واتفاقية منظمة الوحدة الأفريقية لعام 1969، لأنهم لم يغادروا بلدهم. نظرًا لتغير طبيعة الحرب في العقود القليلة الماضية، مع تزايد النزاعات الداخلية التي حلت محل الحروب بين الدول، زاد عدد النازحين داخليًا بشكل كبير.
مقارنة بين عدد اللاجئين والمشردين داخليا الذين تدعمهم مفوضية الأمم المتحدة لشؤون اللاجئين بين 1998 و2014. 
| نهاية السنة | 1996       | 2000      | 2002     | 2004      | 2006       | 2008       | 2010       | 2012       | 2014     |
| ----------- | ---------- | --------- | -------- | --------- | ---------- | ---------- | ---------- | ---------- | -------- |
| اللاجئون    | 11,480,900 | 12129600  | 10594100 | 9,574,800 | 9877700    | 10.489.800 | 10549700   | 10498000   | 14385300 |
| النازحين    | 5,063,900  | 5,998,500 | 4646600  | 5,426,500 | 12,794,300 | 14,442,200 | 14,697,900 | 17,670,400 | 32274600 |

## وضع اللاجئين
غالبًا ما يستخدم مصطلح اللاجئ في سياقات مختلفة: في الاستخدام اليومي، يشير المصطلح إلى شخص نازح قسريًا فر من بلده الأصلي ؛ في سياق أكثر تحديدًا، يشير هذا المصطلح إلى الشخص الذي تم منحه، علاوة على ذلك، وضع اللاجئ في البلد الذي فر إليه الشخص. والأكثر حصرية هو وضع اللاجئ بموجب الاتفاقية الذي يُمنح فقط للأشخاص الذين يقعون ضمن تعريف اللاجئ لاتفاقية 1951 وبروتوكول عام 1967.
للحصول على وضع اللاجئ، يجب أن يكون الشخص قد تقدم بطلب للحصول على اللجوء، مما يجعله - أثناء انتظار القرار - طالب لجوء. ومع ذلك، فإن الشخص النازح الذي يحق له قانونًا الحصول على وضع اللاجئ قد لا يتقدم بطلب للحصول على اللجوء مطلقًا، أو قد لا يُسمح له بالتقدم في البلد الذي فر إليه، وبالتالي قد لا يتمتع بوضع طالب اللجوء الرسمي.
بمجرد منح الشخص النازح وضع اللاجئ، فإنه يتمتع بحقوق معينة على النحو المتفق عليه في اتفاقية اللاجئين لعام 1951. لم توقع جميع الدول على هذه الاتفاقية وصدقت عليها، وبعض الدول ليس لديها إجراءات قانونية للتعامل مع طالبي اللجوء.

### طلب اللجوء

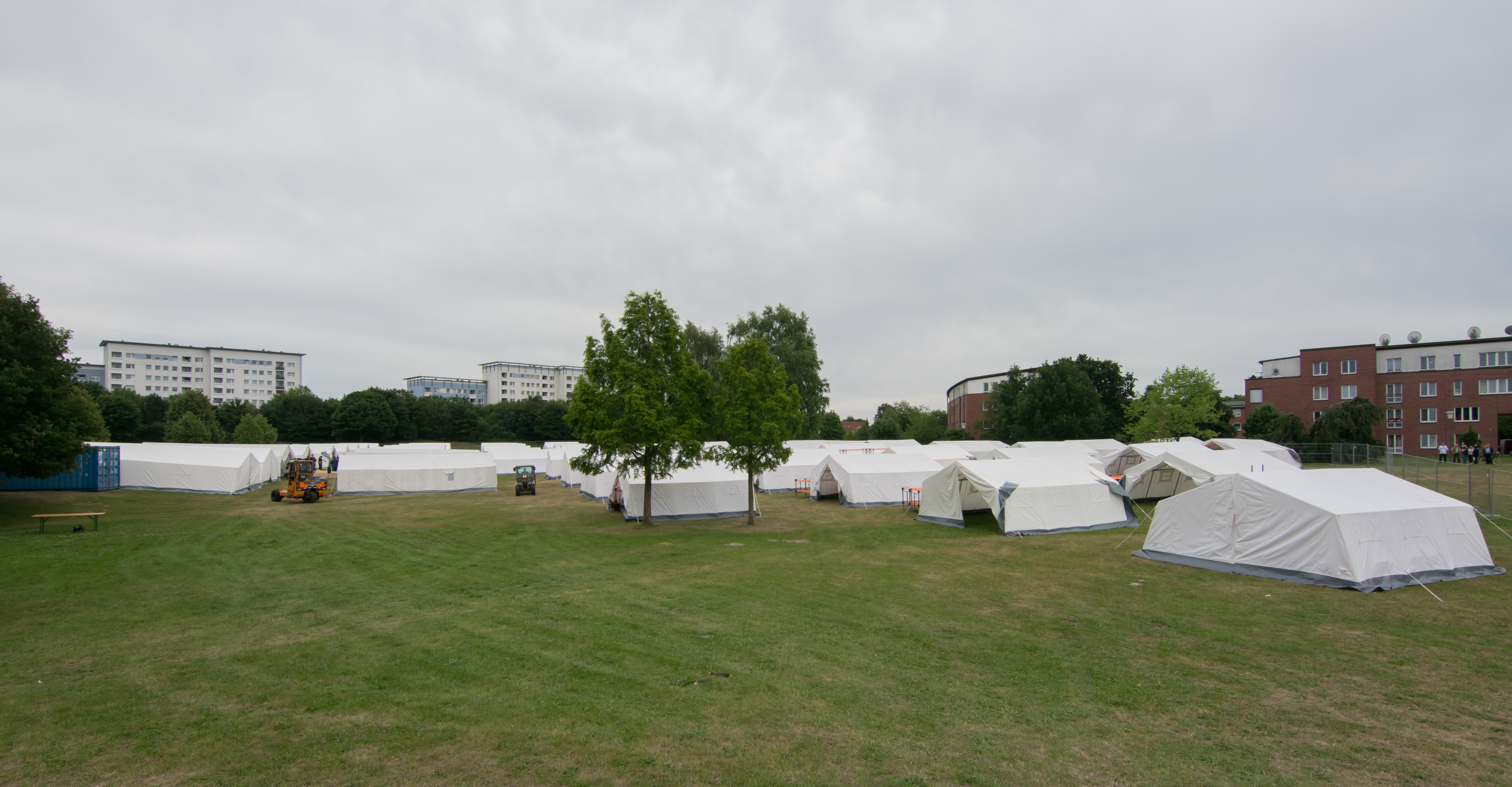
جينفيلدر مور بارك

طالب اللجوء هو شخص نازح أو مهاجر سعى رسميًا للحصول على حماية الدولة التي فروا إليها وكذلك الحق في البقاء في هذا البلد وينتظر قرارًا بشأن هذا الطلب الرسمي. قد يكون طالب اللجوء قد تقدم بطلب للحصول على وضع اللاجئ بموجب الاتفاقية أو للحصول على أشكال الحماية التكميلية. إذن، اللجوء هو فئة تشمل أشكال مختلفة من الحماية. يعتمد نوع الحماية المقدم على التعريف القانوني الذي يصف على أفضل وجه أسباب فرار طالب اللجوء. بمجرد اتخاذ القرار، يتلقى طالب اللجوء إما وضع اللاجئ وفقًا للاتفاقية أو شكلًا تكميليًا من الحماية، ويمكنه البقاء في البلاد - أو رفض اللجوء، ثم غالبًا ما يتعين عليه المغادرة. فقط بعد أن تعترف الدولة أو الإقليم أو مفوضية الأمم المتحدة السامية لشؤون اللاجئين - أينما تم تقديم الطلب - باحتياجات الحماية، يحصل طالب اللجوء رسميًا على وضع اللاجئ. هذا يحمل بعض الحقوق والالتزامات، وفقا لتشريعات البلد المستقبل.
لا يحتاج لاجئو الكوتا إلى التقدم بطلب للحصول على اللجوء عند وصولهم إلى البلدان الثالثة لأنهم مروا بالفعل بعملية تحديد وضع اللاجئ الخاصة بالمفوضية أثناء تواجدهم في بلد اللجوء الأول، وعادة ما يتم قبول هذا من قبل الدول الثالثة.

### تحديد وضع اللاجئ

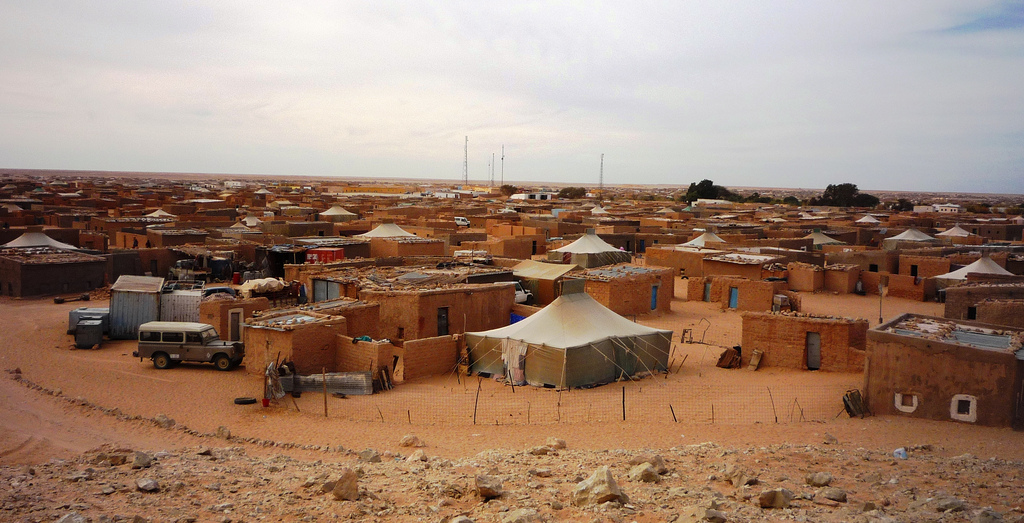
لأكثر من 30 عامًا، يعيش عشرات الآلاف من اللاجئين الصحراويين في منطقة تندوف، الجزائر، في قلب الصحراء.

للحصول على وضع اللاجئ، يجب أن يخضع الشخص النازح لعملية تحديد وضع اللاجئ (RSD)، والتي يتم إجراؤها من قبل حكومة بلد اللجوء أو المفوضية السامية للأمم المتحدة لشؤون اللاجئين، وتستند إلى القانون الدولي أو الإقليمي أو الوطني.  يمكن إجراء تحديد وضع اللاجئ على أساس كل حالة على حدة وكذلك لمجموعات كاملة من الناس. غالبًا ما تعتمد أي من العمليتين على حجم تدفق النازحين.

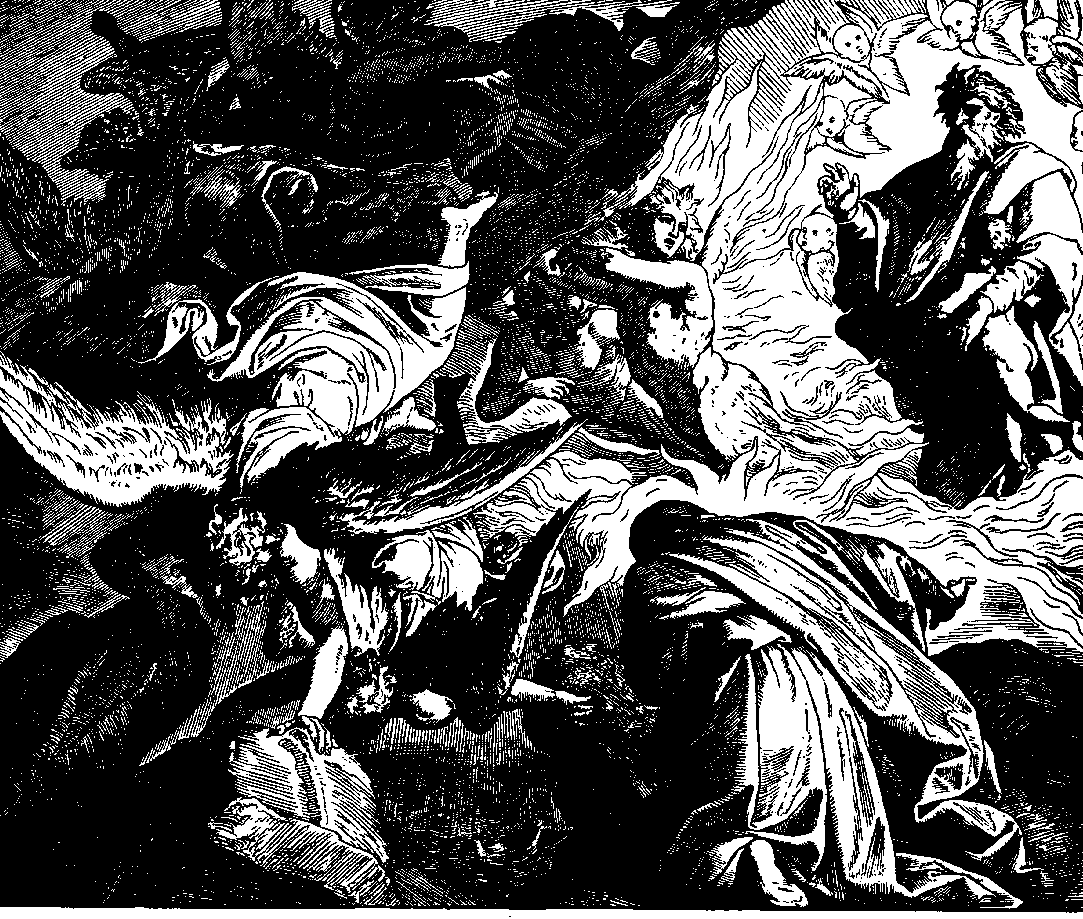
بعد تحدي الملكة إيزابل، لجأ إيليا إلى كهف حتى يناديه صوت الله في هذا النقش الخشبي عام 1860 بواسطة يوليوس شنور فون كارولسفيلد

لا توجد طريقة محددة مفوضة لتحديد وضع اللاجئ (بصرف النظر عن الالتزام باتفاقية اللاجئين لعام 1951) وهي تخضع للفعالية الكلية للنظام الإداري والقضائي الداخلي للبلد بالإضافة إلى خصائص تدفق اللاجئين التي تستجيب لها الدولة. قد يؤدي هذا الافتقار إلى التوجيه الإجرائي إلى خلق حالة تطغى فيها المصالح السياسية والاستراتيجية على الاعتبارات الإنسانية في عملية تحديد وضع اللاجئ. لا توجد أيضًا تفسيرات ثابتة للعناصر الواردة في اتفاقية اللاجئين لعام 1951 وقد تفسرها الدول بشكل مختلف (انظر أيضًا لعبة الروليت للاجئين).
ومع ذلك، في عام 2013، أجرتها مفوضية الأمم المتحدة لشؤون اللاجئين في أكثر من 50 دولة وشاركت في إجرائها بالتوازي مع أو بالاشتراك مع الحكومات في 20 دولة أخرى، مما جعلها ثاني أكبر هيئة لتحديد وضع اللاجئ في العالم  تتبع المفوضية مجموعة من الإرشادات الموضحة في الدليل والمبادئ التوجيهية بشأن إجراءات ومعايير تحديد وضع اللاجئ لتحديد الأفراد المؤهلين للحصول على وضع اللاجئ.

## حقوق اللاجئين
تشمل حقوق اللاجئين كلا من القانون العرفي والقواعد القطعية والصكوك القانونية الدولية. إذا كان الكيان الذي يمنح وضع اللاجئ هو دولة وقعت على اتفاقية اللاجئين لعام 1951، فإن اللاجئ لديه الحق في العمل. تشمل الحقوق الأخرى الحقوق والواجبات التالية للاجئين:

### حق العودة
حتى في بيئة «ما بعد الصراع» المفترضة، فإن عودة اللاجئين إلى ديارهم ليست عملية بسيطة. تسترشد مبادئ بينهيرو للأمم المتحدة بفكرة أن الأشخاص ليس لديهم فقط الحق في العودة إلى ديارهم، ولكن أيضًا الحق في نفس الممتلكات. ويسعى إلى العودة إلى الوضع الذي كان قائماً قبل الصراع وضمان عدم استفادة أحد من العنف. ومع ذلك فهذه قضية معقدة للغاية وكل حالة مختلفة ؛ الصراع هو قوة تحويلية للغاية ولا يمكن إعادة تأسيس الوضع الراهن قبل الحرب بالكامل، حتى لو كان ذلك مرغوبًا (ربما تسبب في الصراع في المقام الأول). لذلك، فإن ما يلي له أهمية خاصة لحق العودة:
- ربما لم يكن لديه ممتلكات (على سبيل المثال، في أفغانستان)
- لا يمكن الوصول إلى الممتلكات التي لديهم (كولومبيا وغواتيمالا وجنوب إفريقيا والسودان)
- الملكية غير واضحة لأن العائلات توسعت أو انقسمت وأصبح تقسيم الأرض مشكلة
- قد يترك موت المالك المعالين دون مطالبة واضحة بالأرض
- الناس الذين استقروا على الأرض يعرفون أنها ليست ملكهم ولكن ليس لديهم مكان آخر يذهبون إليه (كما هو الحال في كولومبيا ورواندا وتيمور الشرقية)
- لديك مطالبات متنافسة مع الآخرين، بما في ذلك الدولة وشركائها التجاريين الأجانب أو المحليين (كما في آتشيه وأنغولا وكولومبيا وليبيريا والسودان).

من المرجح أن يفقد اللاجئون الذين أعيد توطينهم في بلد ثالث الإجازة لأجل غير مسمى للبقاء في هذا البلد إذا عادوا إلى بلدهم الأصلي أو بلد اللجوء الأول.

### الحق في عدم الإعادة القسرية
عدم الإعادة القسرية هو الحق في عدم العودة إلى مكان الاضطهاد وهو أساس القانون الدولي للاجئين، على النحو المبين في اتفاقية عام 1951 المتعلقة بوضع اللاجئين.  الحق في عدم الإعادة القسرية يختلف عن حق اللجوء. لاحترام حق اللجوء، يجب على الدول عدم ترحيل اللاجئين الحقيقيين. على النقيض من ذلك، فإن الحق في عدم الإعادة القسرية يسمح للدول بنقل لاجئين حقيقيين إلى دول أخرى لديها سجلات محترمة في مجال حقوق الإنسان. يشدد النموذج الإجرائي القابل للنقل، الذي اقترحه الفيلسوف السياسي آندي لامي، على الحق في عدم الإعادة القسرية من خلال ضمان ثلاثة حقوق إجرائية للاجئين (جلسة استماع، ومحام، ومراجعة قضائية لقرارات الاحتجاز) وضمان هذه الحقوق في الدستور. يحاول هذا الاقتراح تحقيق توازن بين مصالح الحكومات الوطنية ومصالح اللاجئين.

### الحق في لم شمل الأسرة

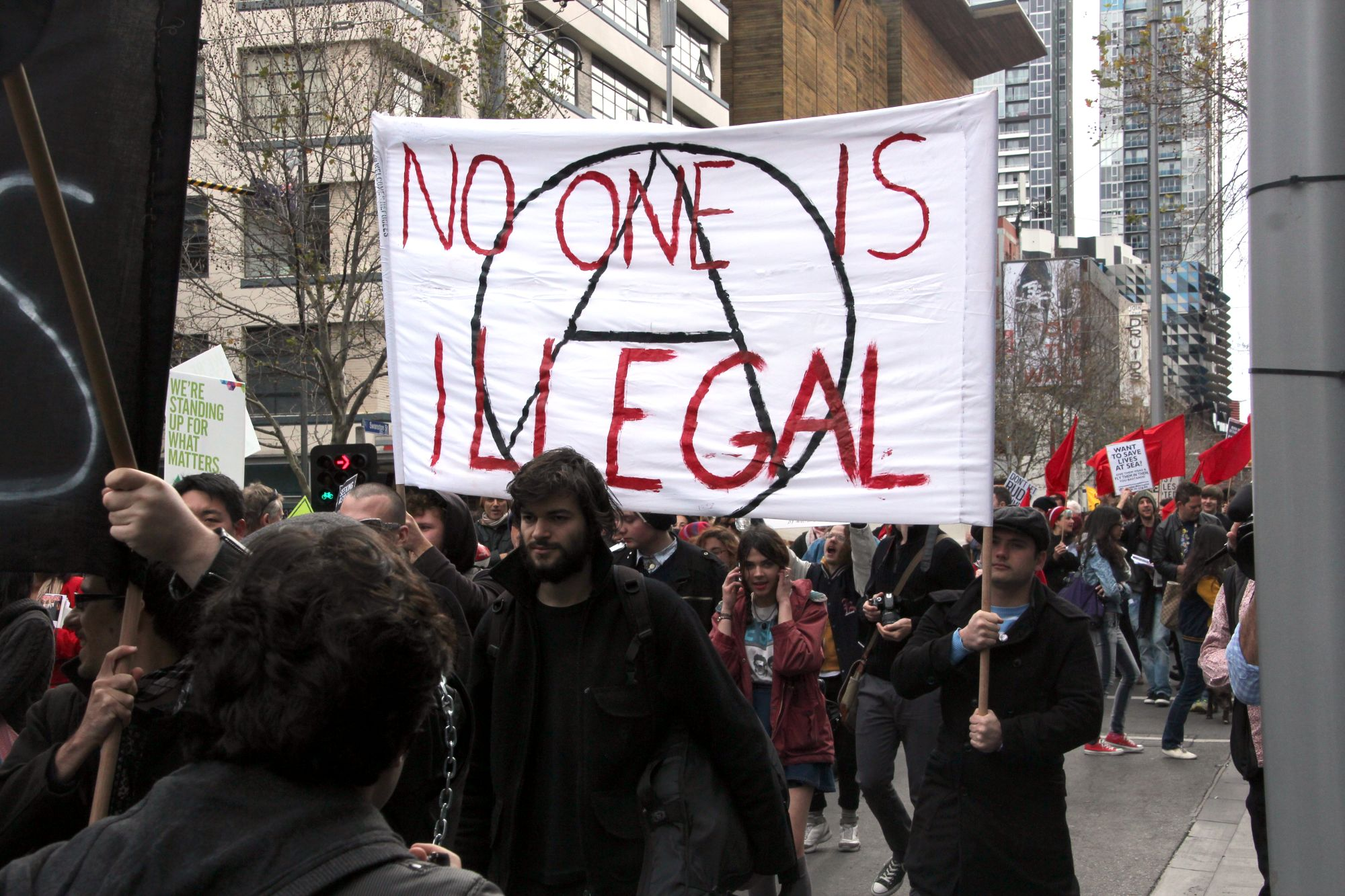
احتجاج مؤيد للاجئين في ملبورن أستراليا، مع لافتة كتب عليها "لا أحد غير قانوني" مع الدائرة أ

لم شمل الأسرة (والذي يمكن أن يكون أيضًا شكلًا من أشكال إعادة التوطين) هو سبب معترف به للهجرة في العديد من البلدان. يحق للأسر المنقسمة لم شملها إذا تقدم أحد أفراد الأسرة الذي يتمتع بحق الإقامة الدائم بطلب لم الشمل ويمكنه إثبات أن الأشخاص الموجودين في الطلب كانوا وحدة عائلية قبل الوصول ويرغبون في العيش كوحدة عائلية منذ الانفصال. إذا كان الطلب ناجحًا، فهذا يمكن بقية أفراد الأسرة من الهجرة إلى ذلك البلد أيضًا.

### الحق في السفر
تلك الدول التي وقعت على الاتفاقية المتعلقة بوضع اللاجئين ملزمة بإصدار وثائق سفر (أي «وثيقة سفر الاتفاقية») للاجئين المقيمين بشكل قانوني في أراضيهم.  إنها وثيقة سفر صالحة بدلاً من جواز السفر، ومع ذلك، لا يمكن استخدامها للسفر إلى بلد المنشأ، أي المكان الذي فر منه اللاجئ.

### تقييد الحركة
بمجرد أن يجد اللاجئون أو طالبو اللجوء مكانًا آمنًا وحماية دولة أو إقليم خارج أراضيهم الأصلية، لا يُشجعون على المغادرة مرة أخرى وطلب الحماية في بلد آخر. إذا انتقلوا إلى بلد اللجوء الثاني، فإن هذه الحركة تسمى أيضًا «الحركة غير النظامية» من قبل المفوضية السامية للأمم المتحدة لشؤون اللاجئين (انظر أيضًا شراء اللجوء). قد يكون دعم المفوضية في الدولة الثانية أقل مما كان عليه في الدولة الأولى ويمكن حتى إعادتهم إلى البلد الأول. 

## أنواع اللجوء

### اللجوء السياسي
اللجوء السياسى يتم منحه للشخصيات المشهورة، والقادة المنشقين عن جيوشهم أو حكوماتهم، وللناشطين السياسين.

### اللجوء الديني
اللجوء الديني هو أن يقوم الشخص باللجوء إلى دولة أخرى بسبب تعرضه للإضهاد بسبب الدين أو المعتقدات اللادينية.

### اللجوء الإنساني
اللجوء إلى دولة أخرى داخل أو خارج الوطن بسبب الحروب أو النزاعات الاثنية أو العرقية، وهناك دول تعيد اللاجئين إلى بلدهم الأم بعد انتهاء هذه الصراعات، ودول أخرى تبقيهم على أرضها.
اللجوء الغذائي أو الإقتصادي
وهو اللجوء من دولة لأخرى بسبب الكوارث البيئية التي تسبب المجاعات، وهو غالبا غير معمول به حاليا.

## اليوم العالمي للاجئين

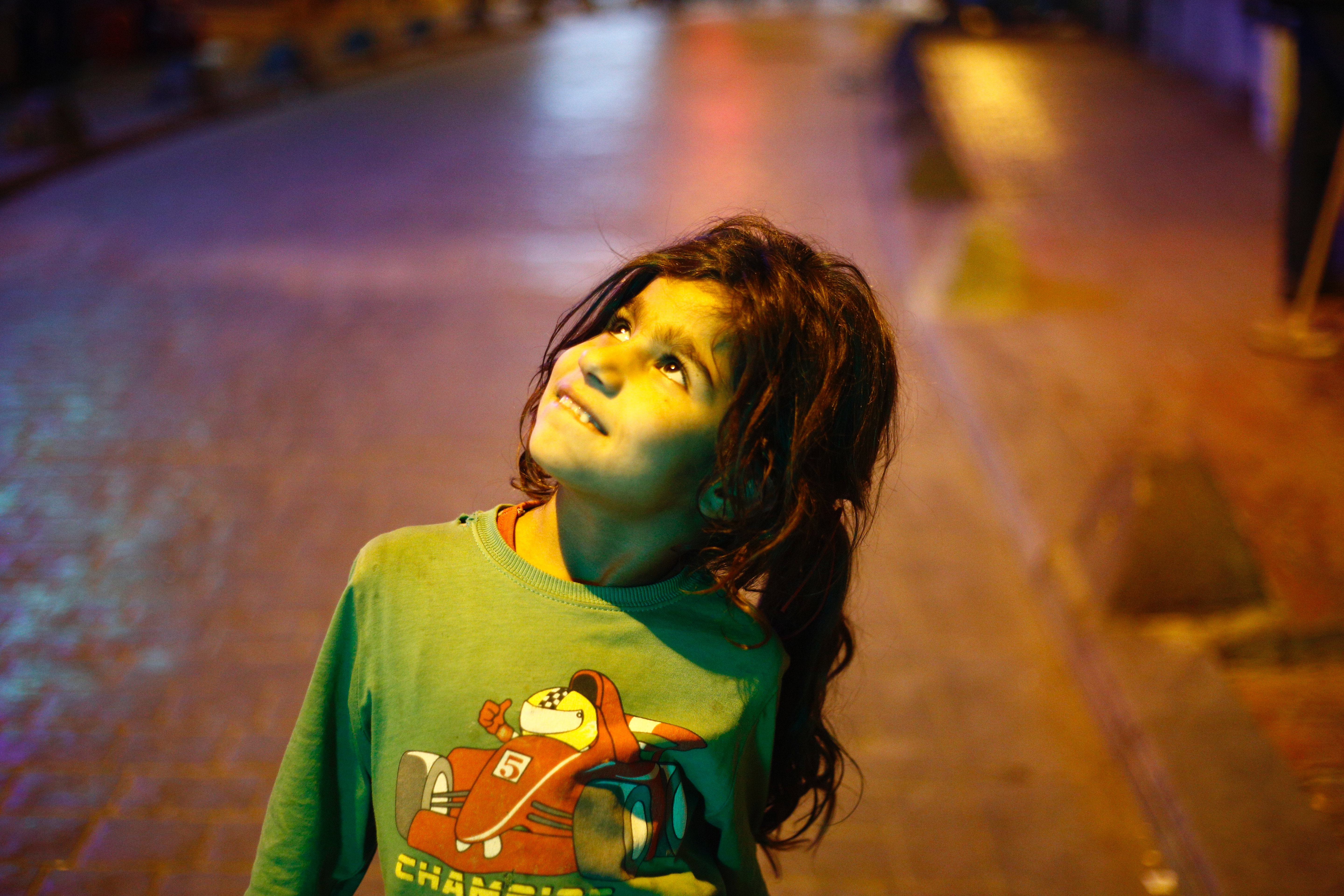
فتاة سورية لاجئة في إسطنبول، تركيا.

يتم الاحتفال باليوم العالمي للاجئين سنويًا في 20 يونيو منذ عام 2000 بموجب قرار خاص من الجمعية العامة للأمم المتحدة. وكان يوم 20 يونيو قد تم الاحتفال به في السابق باعتباره «يوم اللاجئ الأفريقي» في عدد من البلدان الأفريقية.
يتم الاحتفال في المملكة المتحدة باليوم العالمي للاجئين كجزء من أسبوع اللاجئين. أسبوع اللاجئين هو مهرجان وطني مصمم لتعزيز التفاهم والاحتفال بالمساهمات الثقافية للاجئين، ويضم العديد من الأحداث مثل الموسيقى والرقص والمسرح.
في الكنيسة الرومانية الكاثوليكية، يتم الاحتفال باليوم العالمي للمهاجرين واللاجئين في يناير من كل عام، منذ أن أنشأه البابا بيوس العاشر في عام 1914.

## قضايا

### النزوح المطول
النزوح واقع طويل الأمد لمعظم اللاجئين. نزح ثلثا جميع اللاجئين حول العالم منذ أكثر من ثلاث سنوات، وهو ما يُعرف باسم «النزوح المطول». 50٪ من اللاجئين - حوالي 10 ملايين شخص - نزحوا منذ أكثر من عشر سنوات.
وجد معهد التنمية الخارجية أن برامج المساعدة تحتاج إلى الانتقال من نماذج المساعدة قصيرة الأجل (مثل المساعدات الغذائية أو النقدية) إلى برامج أكثر استدامة طويلة الأجل تساعد اللاجئين على الاعتماد على أنفسهم بشكل أكبر. يمكن أن يشمل ذلك معالجة البيئات القانونية والاقتصادية الصعبة، من خلال تحسين الخدمات الاجتماعية وفرص العمل والقوانين.

### مشاكل طبية

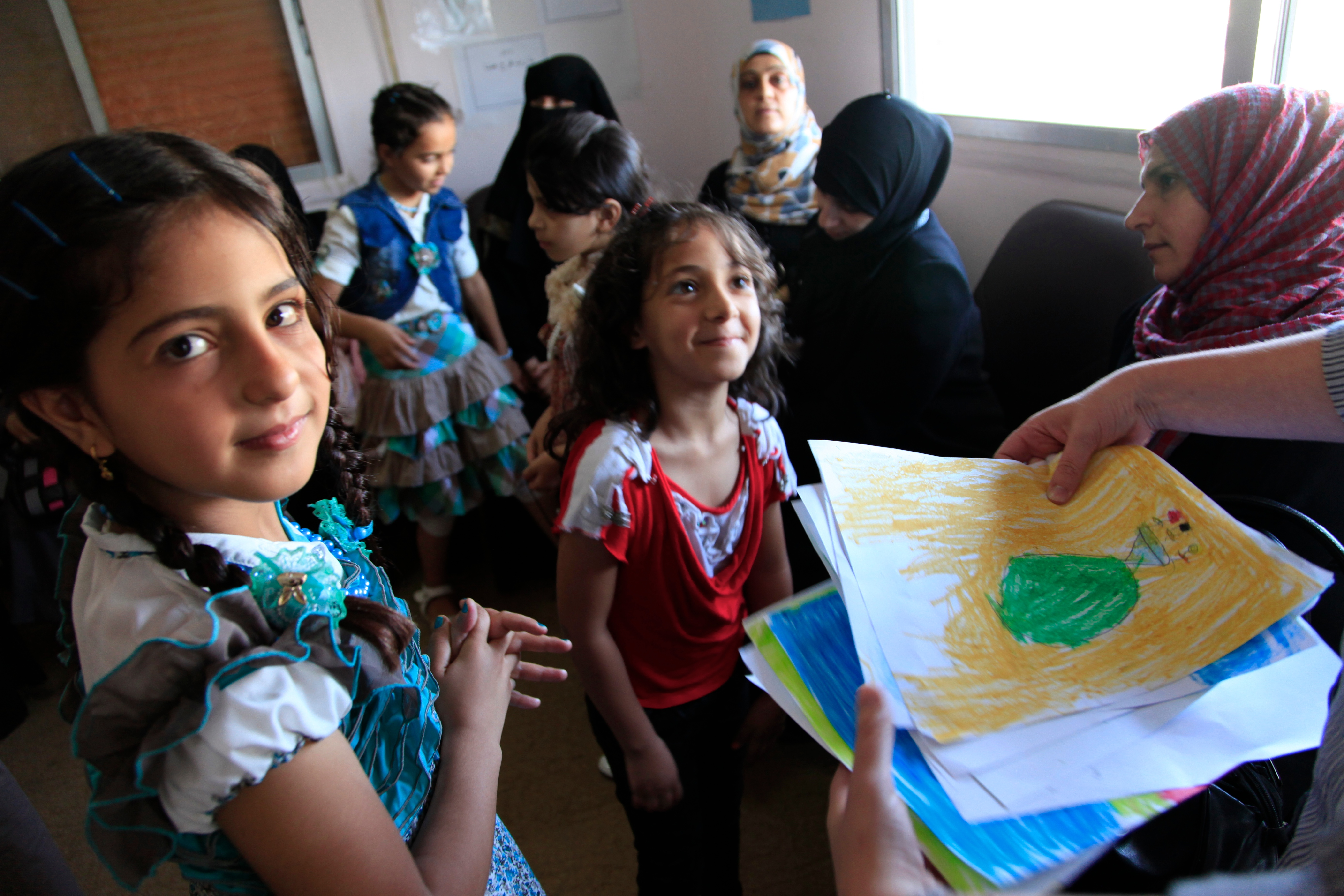
أطفال لاجئون من سوريا في عيادة في الرمثا، الأردن، آب 2013

يبلغ اللاجئون عادة عن مستويات صحية أقل، مقارنة بالمهاجرين الآخرين والسكان غير المهاجرين.

#### اضطراب ما بعد الصدمة
بصرف النظر عن الجروح الجسدية أو الجوع، تظهر على نسبة كبيرة من اللاجئين أعراض اضطراب ما بعد الصدمة (PTSD)، وتظهر أعراض الإجهاد اللاحق للصدمة (PTSS)  أو الاكتئاب. هذه المشاكل العقلية طويلة المدى يمكن أن تعيق بشدة وظائف الشخص في المواقف اليومية. ويزيد الأمر سوءًا بالنسبة للأشخاص النازحين الذين يواجهون بيئة جديدة ومواقف صعبة. كما أنهم أكثر عرضة للانتحار. 
من بين الأعراض الأخرى، اضطراب ما بعد الصدمة، والذي يشمل القلق، والإفراط في اليقظة، والأرق، ومتلازمة التعب المزمن، والصعوبات الحركية، وفشل الذاكرة قصيرة المدى، وفقدان الذاكرة، والكوابيس، وشلل النوم. تعتبر ذكريات الماضي من سمات هذا الاضطراب: يعاني المريض من الحدث الصادم، أو أجزاء منه، مرارًا وتكرارًا. الاكتئاب هو أيضًا سمة مميزة لمرضى اضطراب ما بعد الصدمة وقد يحدث أيضًا دون مرافقة اضطراب ما بعد الصدمة.
تم تشخيص اضطراب ما بعد الصدمة لدى 34.1٪ من الأطفال الفلسطينيين، ومعظمهم من اللاجئين والذكور والعاملين. كان المشاركون 1,000 طفل تتراوح أعمارهم بين 12 و16 سنة من مدارس الأونروا الحكومية والخاصة ووكالة الأمم المتحدة لإغاثة وتشغيل اللاجئين الفلسطينيين في القدس الشرقية ومحافظات مختلفة في الضفة الغربية. 
وأظهرت دراسة أخرى أن 28.3٪ من النساء البوسنيات اللاجئات يعانين من أعراض اضطراب ما بعد الصدمة بعد ثلاث أو أربع سنوات من وصولهن إلى السويد. كان لدى هؤلاء النساء أيضًا مخاطر أعلى بشكل ملحوظ من أعراض الاكتئاب والقلق والضيق النفسي مقارنة بالنساء المولودات في السويد. بالنسبة للاكتئاب كانت نسبة الأرجحية 9.50 بين النساء البوسنيات. 
أظهرت دراسة أجراها قسم طب الأطفال وطب الطوارئ في كلية الطب بجامعة بوسطن أن عشرين بالمائة من اللاجئين السودانيين القاصرين الذين يعيشون في الولايات المتحدة قد تم تشخيصهم باضطراب ما بعد الصدمة. كما كانوا أكثر عرضة للحصول على درجات أسوأ في جميع المقاييس الفرعية لاستبيان صحة الطفل. 
في دراسة أجريت في المملكة المتحدة، وجد أن اللاجئين أكثر عرضة بنسبة 4 نقاط مئوية للإبلاغ عن مشكلة الصحة العقلية مقارنة بالسكان غير المهاجرين. يتناقض هذا مع نتائج مجموعات المهاجرين الأخرى، والتي كانت أقل عرضة للإبلاغ عن مشكلة الصحة العقلية مقارنة بالسكان غير المهاجرين.
العديد من الدراسات توضح المشكلة. تم إجراء دراسة تلوية واحدة من قبل قسم الطب النفسي بجامعة أكسفورد في مستشفى وارنفورد في المملكة المتحدة. تم تحليل عشرين دراسة استقصائية قدمت نتائج لـ 6743 لاجئاً بالغاً من سبعة بلدان. في الدراسات الأكبر، تم تشخيص 9 ٪ باضطراب ما بعد الصدمة و5 ٪ بالاكتئاب الشديد، مع وجود دليل على الكثير من المراضة النفسية المشتركة. أسفرت خمس دراسات استقصائية شملت 260 طفلاً لاجئاً من ثلاثة بلدان عن انتشار اضطراب الكرب التالي للصدمة بنسبة 11٪. وفقًا لهذه الدراسة، يمكن أن يكون اللاجئون الذين أعيد توطينهم في الدول الغربية أكثر عرضة للإصابة باضطراب ما بعد الصدمة بحوالي عشر مرات أكثر من عموم السكان المتطابقين مع العمر في تلك البلدان. في جميع أنحاء العالم، يُرجح أن عشرات الآلاف من اللاجئين واللاجئين السابقين الذين أعيد توطينهم في الدول الغربية يعانون من اضطراب ما بعد الصدمة. 

#### ملاريا
غالبًا ما يكون اللاجئون أكثر عرضة للإصابة بالمرض لعدة أسباب، بما في ذلك نقص المناعة ضد السلالات المحلية من الملاريا والأمراض الأخرى. يمكن أن يؤدي تهجير الناس إلى خلق ظروف مواتية لانتقال المرض. عادة ما تكون مخيمات اللاجئين مكتظة بالسكان مع ظروف صحية سيئة. كما أن إزالة الغطاء النباتي من أجل الفضاء أو مواد البناء أو الحطب يحرم البعوض من موائلهم الطبيعية، مما يؤدي إلى تفاعلهم بشكل أوثق مع البشر.  في السبعينيات، كان اللاجئون الأفغان الذين تم نقلهم إلى باكستان ينتقلون من دولة ذات إستراتيجية فعالة لمكافحة الملاريا، إلى دولة ذات نظام أقل فعالية.
أقيمت مخيمات اللاجئين بالقرب من الأنهار أو مواقع الري التي ينتشر فيها الملاريا أعلى من مخيمات اللاجئين المبنية على الأراضي الجافة.  موقع المخيمات أفسح المجال لتكاثر أفضل للبعوض، وبالتالي احتمالية أعلى لانتقال الملاريا. كان الأطفال الذين تتراوح أعمارهم بين 1-15 عامًا هم الأكثر عرضة للإصابة بالملاريا، والتي تعد سببًا مهمًا لوفيات الأطفال الذين تقل أعمارهم عن 5 سنوات.  كانت الملاريا سببًا في 16٪ من وفيات الأطفال اللاجئين الذين تقل أعمارهم عن 5 سنوات.  الملاريا هي واحدة من أكثر أسباب الوفاة شيوعًا بين اللاجئين والمشردين. منذ عام 2014، تضاعفت تقارير حالات الملاريا في ألمانيا مقارنة بالسنوات السابقة، حيث تم العثور على غالبية الحالات في اللاجئين من إريتريا. 
توصي منظمة الصحة العالمية بأن يستخدم جميع الأشخاص في المناطق الموبوءة بالملاريا ناموسيات طويلة الأمد للمبيدات الحشرية.  وجدت دراسة جماعية أنه داخل مخيمات اللاجئين في باكستان، كانت الناموسيات المعالجة بمبيدات الحشرات مفيدة جدًا في تقليل حالات الإصابة بالملاريا. وظلت معالجة واحدة للشباك بمبيد البيرميثرين واقية طوال موسم الانتقال الذي يبلغ ستة أشهر. 

### الوصول إلى خدمات الرعاية الصحية
يعتمد الوصول إلى الخدمات على العديد من العوامل، بما في ذلك ما إذا كان اللاجئ قد حصل على وضع رسمي، أو يقع داخل مخيم للاجئين، أو في طور إعادة التوطين في بلد ثالث. توصي مفوضية الأمم المتحدة السامية لشؤون اللاجئين بدمج الوصول إلى الرعاية الأولية والخدمات الصحية الطارئة مع الدولة المضيفة بطريقة منصفة قدر الإمكان. تشمل الخدمات ذات الأولوية مجالات صحة الأم والطفل، والتحصين، وفحص السل وعلاجه، والخدمات المتعلقة بفيروس نقص المناعة البشرية / الإيدز. على الرغم من السياسات المعلنة الشاملة لحصول اللاجئين على الرعاية الصحية على المستويات الدولية، فإن العوائق المحتملة التي تحول دون ذلك تشمل اللغة والتفضيلات الثقافية والتكاليف المالية الباهظة والعقبات الإدارية والمسافة المادية. تظهر أيضًا حواجز وسياسات محددة تتعلق بالحصول على الخدمات الصحية بناءً على سياق البلد المضيف. على سبيل المثال، عقار بريماكين، وهو علاج موصى به غالبًا للملاريا، غير مرخص حاليًا للاستخدام في ألمانيا ويجب طلبه من خارج البلاد.
في كندا، تشمل العوائق التي تحول دون الوصول إلى الرعاية الصحية نقص الأطباء المدربين تدريباً كافياً، والظروف الطبية المعقدة لبعض اللاجئين، وبيروقراطية التغطية الطبية. هناك أيضًا حواجز فردية أمام الوصول مثل حواجز اللغة والنقل، والحواجز المؤسسية مثل الأعباء البيروقراطية ونقص المعرفة بالاستحقاقات، والحواجز على مستوى الأنظمة مثل السياسات المتضاربة والعنصرية ونقص القوى العاملة للأطباء.
في الولايات المتحدة، كان جميع اللاجئين العراقيين المصنفين رسميًا يتمتعون بتغطية تأمين صحي مقارنة بأكثر من نصف المهاجرين غير العراقيين بقليل في ديربورن بولاية ميشيغان. ومع ذلك، كانت توجد حواجز أكبر حول النقل واللغة وآليات التعامل مع الضغوط الناجحة للاجئين مقابل المهاجرين الآخرين،  بالإضافة إلى ذلك، لاحظ اللاجئون حالات طبية أكبر. وجدت الدراسة أيضًا أن اللاجئين لديهم معدل استخدام رعاية صحية أعلى (92.1٪) مقارنة بإجمالي سكان الولايات المتحدة (84.8٪) والمهاجرين (58.6٪) في مجتمع الدراسة.
داخل أستراليا، يتأهل اللاجئون المعينون رسميًا والذين يتأهلون للحماية المؤقتة واللاجئين لأسباب إنسانية في الخارج للتقييمات الصحية والتدخلات والوصول إلى خطط التأمين الصحي وخدمات المشورة المتعلقة بالصدمات  على الرغم من كونها مؤهلة للحصول على الخدمات، إلا أن الحواجز تشمل القيود الاقتصادية حول التكاليف المتصورة والفعلية التي يتحملها اللاجئون. بالإضافة إلى ذلك، يجب على اللاجئين التعامل مع القوى العاملة في مجال الرعاية الصحية غير مدركين للاحتياجات الصحية الفريدة للسكان اللاجئين. الحواجز القانونية المتصورة مثل الخوف من أن الكشف عن الظروف الطبية التي تحظر لم شمل أفراد الأسرة والسياسات الحالية التي تقلل من برامج المساعدة قد تحد أيضًا من الوصول إلى خدمات الرعاية الصحية.
قد يكون توفير الوصول إلى الرعاية الصحية للاجئين من خلال الاندماج في النظم الصحية الحالية للبلدان المضيفة أمرًا صعبًا أيضًا عند العمل في بيئة محدودة الموارد. في هذا السياق، قد تشمل العوائق التي تحول دون الوصول إلى الرعاية الصحية النفور السياسي في البلد المضيف والقدرة المتوترة بالفعل للنظام الصحي الحالي. قد ينبع النفور السياسي من وصول اللاجئين إلى النظام الصحي الحالي من القضية الأوسع لإعادة توطين اللاجئين. تتمثل إحدى طرق الحد من هذه الحواجز في الانتقال من نظام إداري موازٍ قد يتلقى فيه لاجئو المفوضية رعاية صحية أفضل من المواطنين المضيفين ولكنه غير مستدام مالياً وسياسياً إلى نظام الرعاية المتكاملة حيث يتلقى اللاجئون والمواطنون المضيفون رعاية متساوية وأكثر تحسيناً في كل مكان. . في الثمانينيات، حاولت باكستان معالجة مسألة الوصول إلى الرعاية الصحية للاجئين الأفغان من خلال إنشاء وحدات صحية أساسية داخل المخيمات. أدى قطع التمويل إلى إغلاق العديد من هذه البرامج، مما أجبر اللاجئين على طلب الرعاية الصحية من الحكومة المحلية. استجابةً لوضع اللاجئين الذي طال أمده في منطقة غرب النيل، أنشأ المسؤولون الأوغنديون مع المفوضية نموذجًا متكاملًا للرعاية الصحية للاجئين السودانيين والمواطنين الأوغنديين في الغالب. يحصل المواطنون المحليون الآن على الرعاية الصحية في المرافق التي تم إنشاؤها في البداية للاجئين.
إحدى الحجج المحتملة لتقييد وصول اللاجئين إلى الرعاية الصحية مرتبطة بالتكاليف مع رغبة الدول في تقليل أعباء الإنفاق الصحي. ومع ذلك، وجدت ألمانيا أن تقييد وصول اللاجئين أدى إلى زيادة النفقات الفعلية المتعلقة باللاجئين الذين يتمتعون بإمكانية الوصول الكامل إلى خدمات الرعاية الصحية. تم انتقاد القيود القانونية المفروضة على الوصول إلى الرعاية الصحية والحواجز الإدارية في ألمانيا منذ تسعينيات القرن الماضي لأنها أدت إلى تأخير الرعاية، وزيادة التكاليف المباشرة والتكاليف الإدارية للرعاية الصحية، وتحويل مسؤولية الرعاية من الرعاية الأولية الأقل تكلفة. إلى العلاجات المكلفة للحالات الحادة في القطاعين الثانوي والثالثي.

### استغلال
يتألف السكان اللاجئون من أشخاص خائفين وبعيدين عن محيط مألوف. يمكن أن تكون هناك حالات استغلال على أيدي مسؤولي الإنفاذ، ومواطني البلد المضيف، وحتى أفراد حفظ السلام التابعين للأمم المتحدة. وقد تم توثيق حالات انتهاكات حقوق الإنسان، وعمالة الأطفال، والصدمات النفسية والجسدية / التعذيب، والصدمات المرتبطة بالعنف، والاستغلال الجنسي، وخاصة للأطفال. في العديد من مخيمات اللاجئين في ثلاث دول في غرب إفريقيا تمزقها الحرب، سيراليون وغينيا وليبيريا، تم العثور على فتيات صغيرات يتبادلن الجنس مقابل المال أو حفنة من الفاكهة أو حتى قطعة من الصابون. تتراوح أعمار معظم هؤلاء الفتيات بين 13 و18 عامًا. في معظم الحالات، إذا أُجبرت الفتيات على البقاء، لكانوا قد أجبروا على الزواج. أصبحوا حاملين في حوالي سن 15 في المتوسط. حدث هذا مؤخرًا في عام 2001. مال الآباء إلى غض الطرف لأن الاستغلال الجنسي أصبح «آلية للبقاء» في هذه المخيمات. 
قد يتم إساءة استخدام مجموعات كبيرة من الأشخاص المهجرين كـ الأسلحة لتهديد الأعداء السياسيين أو البلدان المجاورة. ولهذا السبب، من بين أمور أخرى، يهدف الهدف 10 من أهداف التنمية المستدامة للأمم المتحدة إلى تسهيل التنقل المنظم والآمن والمنتظم والمسؤول للأشخاص من خلال سياسات الهجرة المخطط لها والمُدارة جيدًا.

### التهديدات الأمنية
نادرًا ما تم استخدام اللاجئين وتجنيدهم كلاجئين مقاتلين ومناضلين أو إرهابيين،  ونادرًا ما يتم استخدام المساعدات الإنسانية الموجهة لإغاثة اللاجئين لتمويل شراء الأسلحة.  نادراً ما يتم استخدام الدعم من الدولة المستقبلة للاجئين لتمكين اللاجئين من التعبئة العسكرية، مما يمكن الصراع من الانتشار عبر الحدود. 
تاريخياً، كثيراً ما تم تصوير اللاجئين على أنهم تهديد أمني. في الولايات المتحدة وأوروبا، كان هناك تركيز كبير على الرواية القائلة بأن الإرهابيين يحتفظون بشبكات بين السكان العابرين للحدود واللاجئين والمهاجرين. وقد تم تضخيم هذا الخوف وتحويله إلى إرهاب إسلامي معاصر، حيث يختبئ الإرهابيون بين اللاجئين ويخترقون البلدان المضيفة. إن خطاب «المسلم-اللاجئ-كعدو-داخل» حديث نسبيًا، لكن تكبيل المجموعات الخارجة عن المشاكل المجتمعية المحلية والمخاوف والمشاعر العرقية القومية ليس بالأمر الجديد. في تسعينيات القرن التاسع عشر، أدى تدفق اللاجئين اليهود من أوروبا الشرقية إلى لندن إلى جانب صعود الأناركية في المدينة إلى التقاء تصور التهديد والخوف من مجموعة اللاجئين الخارجية. ثم أدى الخطاب الشعبوي إلى دفع الجدل حول ضبط الهجرة وحماية الأمن القومي.
إن التحقق التجريبي عبر الوطنية، أو الرفض، من الشك الشعبوي والخوف من تهديد اللاجئين للأمن القومي والأنشطة المرتبطة بالإرهاب نادر نسبيًا. تشير دراسات الحالة إلى أن التهديد الذي يمثله اللاجئ الإسلامي تروجان هاوس مبالغ فيه للغاية. من بين 800 ألف لاجئ تم فحصهم من خلال برنامج إعادة التوطين في الولايات المتحدة بين عامي 2001 و2016، تم القبض على خمسة فقط فيما بعد بتهم تتعلق بالإرهاب ؛ و17 من أصل 600 ألف عراقي وسوري وصلوا إلى ألمانيا في 2015 تم التحقيق معهم بتهمة الإرهاب. وجدت إحدى الدراسات أن الجهاديين الأوروبيين يميلون إلى أن يكونوا «محليين»: أكثر من 90٪ كانوا مقيمين في دولة أوروبية و60٪ يحملون الجنسية الأوروبية. في حين أن الإحصائيات لا تدعم الخطاب، فإن مسح مركز أبحاث PEW لعشر دول أوروبية (المجر وبولندا وهولندا وألمانيا وإيطاليا والسويد واليونان والمملكة المتحدة وفرنسا وإسبانيا) صدر في 11 يوليو 2016، وجد أن الغالبية (تتراوح من 52٪ إلى 76٪) من المشاركين في ثمانية بلدان (المجر وبولندا وهولندا وألمانيا وإيطاليا والسويد واليونان والمملكة المتحدة) يعتقدون أن اللاجئين يزيدون من احتمالية الإرهاب في بلادهم. منذ عام 1975، في الولايات المتحدة، خطر الموت في هجوم إرهابي من قبل لاجئ هو 1 من 3.6 مليار سنويا  حين أن احتمالات الوفاة في حادث سيارة هي 1 في 113، من خلال إعدام معاقبة الدولة 1 من 111439، أو هجوم كلب 1 من 114622.
في أوروبا، أدى الخوف من الهجرة والأسلمة والمنافسة على مزايا العمل والرفاهية إلى زيادة العنف. يُنظر إلى المهاجرين على أنهم تهديد للهوية العرقية القومية ويزيدون المخاوف بشأن الإجرام وانعدام الأمن.
في استطلاع PEW المشار إليه سابقًا، يعتقد 50٪ من المشاركين أن اللاجئين يشكلون عبئًا بسبب المنافسة على الوظائف والمزايا الاجتماعية. عندما استقبلت السويد أكثر من 160 ألف طالب لجوء في عام 2015، كانت مصحوبة بـ 50 هجومًا على طالبي اللجوء، وهو ما يزيد عن أربعة أضعاف عدد الهجمات التي وقعت في السنوات الأربع الماضية. على مستوى الحوادث، يُظهر الهجوم الإرهابي الذي وقع في 2011 على يوتويا النرويج من قبل بريفيك تأثير تصور التهديد هذا على خطر البلد من الإرهاب المحلي، ولا سيما التطرف العرقي القومي. وصوّر بريفيك نفسه على أنه حامي الهوية العرقية النرويجية والأمن القومي يحارب إجرام المهاجرين والمنافسة وإساءة استخدام الرعاية الاجتماعية والاستيلاء الإسلامي.
وفقًا لدراسة أجريت عام 2018 في مجلة أبحاث السلام، غالبًا ما تلجأ الدول إلى العنف ضد اللاجئين ردًا على الهجمات الإرهابية أو الأزمات الأمنية. وتشير الدراسة إلى أن هناك أدلة تشير إلى أن «قمع اللاجئين أكثر انسجاما مع آلية كبش فداء من العلاقات الفعلية مع اللاجئين وتورطهم في الإرهاب» 

### التمثيل
تميل فئة «اللاجئ» إلى أن يكون لها تأثير عالمي على أولئك المصنفين على هذا النحو. إنه يعتمد على الإنسانية المشتركة لمجموعة من الناس من أجل إلهام التعاطف العام، ولكن القيام بذلك يمكن أن يكون له عواقب غير مقصودة تتمثل في إسكات قصص اللاجئين ومحو العوامل السياسية والتاريخية التي أدت إلى وضعهم الحالي. غالبًا ما تعتمد المجموعات الإنسانية ووسائل الإعلام على صور اللاجئين التي تثير استجابات عاطفية ويقال إنها تتحدث عن نفسها. ومع ذلك، لا يُطلب من اللاجئين في هذه الصور أن يتحدثوا عن تجاربهم، وبالتالي فإن رواياتهم كلها تقريبًا تمحى. من منظور المجتمع الدولي، «اللاجئ» هو وضع أدائي يساوي الإصابة وسوء الصحة والفقر. عندما يتوقف الناس عن إظهار هذه السمات، لم يعد يُنظر إليهم على أنهم لاجئون مثاليون، حتى لو كانوا لا يزالون مناسبين للتعريف القانوني. لهذا السبب، هناك حاجة لتحسين الجهود الإنسانية الحالية من خلال الاعتراف «بالسلطة السردية والوكالة التاريخية والذاكرة السياسية» للاجئين إلى جانب إنسانيتهم المشتركة. يمكن أن يكون لنزع التاريخ عن اللاجئين والتسييس عواقب وخيمة. اللاجئون الروانديون في المخيمات التنزانية، على سبيل المثال، تم الضغط عليهم للعودة إلى وطنهم قبل أن يعتقدوا أنه من الآمن فعل ذلك. على الرغم من حقيقة أن اللاجئين، بالاستناد إلى تاريخهم السياسي وخبراتهم، زعموا أن قوات التوتسي لا تزال تشكل تهديدًا لهم في رواندا، إلا أن تأكيدات الأمم المتحدة بشأن السلامة طغت على روايتهم. عندما عاد اللاجئون إلى ديارهم، كثرت التقارير عن أعمال انتقامية ضدهم، ومصادرة الأراضي، وحالات الاختفاء، والسجن، كما كانوا يخشون.

## توظيف
يعد دمج اللاجئين في القوى العاملة أحد أهم الخطوات للاندماج الشامل لهذه المجموعة المهاجرة المعينة. كثير من اللاجئين عاطلون عن العمل، وعاملين ناقصين، وأجور زهيدة، ويعملون في الاقتصاد غير الرسمي، إذا لم يتلقوا مساعدة عامة. يواجه اللاجئون العديد من الحواجز في البلدان المستقبلة لإيجاد واستدامة عمل يتناسب مع خبرتهم وخبراتهم. إن الحاجز النظامي الذي يقع عبر مستويات متعددة (أي المستويات المؤسسية والتنظيمية والفردية) يُصاغ «سقف قماش».

## التعليم
ينحدر الأطفال اللاجئون من خلفيات مختلفة، وتتنوع أسباب إعادة توطينهم. استمر عدد الأطفال اللاجئين في الزيادة حيث تعطل النزاعات المجتمعات على نطاق عالمي. في عام 2014 وحده، كان هناك ما يقرب من 32 نزاعًا مسلحًا في 26 دولة حول العالم، وشهدت هذه الفترة أكبر عدد من اللاجئين تم تسجيله على الإطلاق  يتعرض الأطفال اللاجئون لأحداث صادمة في حياتهم يمكن أن تؤثر على قدراتهم التعليمية، حتى بعد أعيد توطينهم في دول الاستيطان الأولى أو الثانية. المعلمون مثل المعلمين والمستشارين وطاقم المدرسة، إلى جانب البيئة المدرسية، هم المفتاح في تسهيل التنشئة الاجتماعية والتثاقف للأطفال اللاجئين والمهاجرين الوافدين حديثًا في مدارسهم الجديدة.

### العقبات
يمكن للتجارب التي يمر بها الأطفال في أوقات النزاع المسلح أن تعرقل قدرتهم على التعلم في بيئة تعليمية. تعاني المدارس من تسرب الطلاب اللاجئين والمهاجرين من مجموعة من العوامل مثل: الرفض من قبل الأقران، وتدني احترام الذات، والسلوك المعادي للمجتمع، والتصورات السلبية عن قدراتهم الأكاديمية، ونقص الدعم من طاقم المدرسة وأولياء الأمور. نظرًا لأن اللاجئين يأتون من مناطق مختلفة على مستوى العالم ولديهم ممارساتهم الثقافية والدينية واللغوية والمنزلية، يمكن أن تتعارض الثقافة المدرسية الجديدة مع ثقافة المنزل، مما يتسبب في حدوث توتر بين الطالب وعائلته.
بصرف النظر عن الطلاب، يواجه المعلمون وموظفو المدرسة أيضًا عقباتهم الخاصة في العمل مع الطلاب اللاجئين. لديهم مخاوف بشأن قدرتهم على تلبية الاحتياجات العقلية والجسدية والعاطفية والتعليمية للطلاب. تساءلت إحدى الدراسات التي أجريت على طلاب البانتوس الوافدين حديثًا من الصومال في مدرسة شيكاغو عما إذا كانت المدارس مجهزة لتزويدهم بتعليم جيد يلبي احتياجات التلاميذ. لم يكن الطلاب على دراية بكيفية استخدام أقلام الرصاص، مما جعلهم يكسرون النصائح التي تتطلب شحذًا متكررًا. قد يرى المعلمون الطلاب اللاجئين على أنهم مختلفون عن مجموعات المهاجرين الأخرى، كما كان الحال مع تلاميذ البانتو. قد يشعر المعلمون أحيانًا أن عملهم يصبح أكثر صعوبة بسبب الضغوط لتلبية متطلبات الدولة للاختبار. مع تخلف الأطفال اللاجئين عن الركب أو الكفاح من أجل اللحاق بالركب، يمكن أن يربك المعلمين والإداريين. مما يؤدي إلى الغضب
لا يتكيف جميع الطلاب بنفس الطريقة مع إعداداتهم الجديدة. قد يستغرق طالب واحد ثلاثة أشهر فقط، بينما قد يستغرق الآخرون أربع سنوات. وجدت إحدى الدراسات أنه حتى في السنة الرابعة من الدراسة، كان الطلاب اللاجئون اللاويون والفيتناميون في الولايات المتحدة لا يزالون في وضع انتقالي. لا يزال الطلاب اللاجئون يواجهون صعوبات طوال سنواتهم في المدارس يمكن أن تعيق قدرتهم على التعلم. علاوة على ذلك، لتقديم الدعم المناسب، يجب على المعلمين مراعاة تجارب الطلاب قبل أن يستقروا في الولايات المتحدة.
في بلدان الاستقرار الأولى، قد يواجه الطلاب اللاجئون تجارب سلبية مع التعليم الذي يمكنهم حمله معهم بعد الاستقرار. على سبيل المثال:
- اضطراب متكرر في تعليمهم أثناء انتقالهم من مكان إلى آخر.
- الوصول المحدود إلى التعليم.
- حواجز اللغة.
- موارد قليلة لدعم تطوير اللغة والتعلم، وأكثر من ذلك.

وجدت الإحصائيات أنه في أماكن مثل أوغندا وكينيا، كانت هناك فجوات في الطلاب اللاجئين الملتحقين بالمدارس. ووجد أن 80٪ من اللاجئين في أوغندا كانوا يذهبون إلى المدارس، في حين أن 46٪ فقط من الطلاب كانوا يذهبون إلى مدارس في كينيا. علاوة على ذلك، بالنسبة للمستويات الثانوية، كانت الأرقام أقل بكثير. كان هناك 1.4٪ فقط من الطلاب اللاجئين في المدارس في ماليزيا. يتضح هذا الاتجاه في العديد من بلدان الاستيطان الأولى وله آثار سلبية على الطلاب بمجرد وصولهم إلى منازلهم في المستوطنات الدائمة، مثل الولايات المتحدة، ويتعين عليهم التنقل في نظام تعليمي جديد. لسوء الحظ، لا يحظى بعض اللاجئين بفرصة الالتحاق بالمدارس في بلدان توطينهم الأولى لأنهم يعتبرون مهاجرين غير شرعيين في أماكن مثل ماليزيا بالنسبة للاجئين الروهينغا. في حالات أخرى، مثل البورونديين في تنزانيا، يمكن للاجئين الحصول على التعليم أثناء النزوح أكثر من بلدانهم الأصلية.

### تخطي الحواجز
يحتاج جميع الطلاب إلى نوع من الدعم لمساعدتهم على التغلب على العقبات والتحديات التي قد يواجهونها في حياتهم، وخاصة الأطفال اللاجئين الذين قد يواجهون اضطرابات متكررة. هناك عدة طرق يمكن للمدارس من خلالها مساعدة الطلاب اللاجئين في التغلب على العقبات لتحقيق النجاح في منازلهم الجديدة.
- احترم الاختلافات الثقافية بين اللاجئين وثقافة الوطن الجديد.
- الجهود الفردية للترحيب باللاجئين لمنع الشعور بالعزلة.
- دعم المعلم.
- تتمحور التربية حول الطالب بدلاً من التركيز على المعلم.
- بناء علاقات مع الطلاب.
- إبداء الثناء وتقديم التأكيدات.
- تقديم دعم شامل وتصميم مناهج للطلاب للقراءة والكتابة والتحدث بلغتهم الأم.

وجدت إحدى المدارس في مدينة نيويورك طريقة تناسبها لمساعدة الطلاب اللاجئين على النجاح. تنشئ هذه المدرسة دعمًا للغة ومعرفة القراءة والكتابة، مما يشجع الطلاب الذين يستخدمون اللغة الإنجليزية ولغاتهم الأصلية لإكمال المشاريع. علاوة على ذلك، لديهم علم أصول التدريس المتمحور حول التعلم، والذي يعزز فكرة وجود نقاط دخول متعددة لإشراك الطلاب في التعلم. ساعدت كلتا الاستراتيجيتين الطلاب اللاجئين على النجاح أثناء انتقالهم إلى المدارس الأمريكية.
تحتوي مواقع الويب المختلفة على موارد يمكن أن تساعد موظفي المدرسة على تعلم كيفية العمل مع الطلاب اللاجئين بشكل أفضل مثل ربط خدمات الأطفال والشباب اللاجئين. بدعم من المعلمين والمجتمع المدرسي، يمكن أن يساعد التعليم في إعادة بناء الرفاه الأكاديمي والاجتماعي والعاطفي للطلاب اللاجئين الذين عانوا من الصدمات والتهميش والاغتراب الاجتماعي في الماضي والحاضر.

### الاختلافات الثقافية
من المهم فهم الاختلافات الثقافية بين اللاجئين الذين وصلوا حديثًا وثقافة المدرسة، مثل ثقافة الولايات المتحدة.
بالإضافة إلى ذلك، نظرًا للاختلافات في اللغة والثقافة، غالبًا ما يتم وضع الطلاب في فصول دراسية أقل بسبب افتقارهم إلى إتقان اللغة الإنجليزية. يمكن أيضًا جعل الطلاب يعيدون الفصول الدراسية بسبب افتقارهم إلى الكفاءة في اللغة الإنجليزية، حتى لو أتقنوا محتوى الفصل. عندما تمتلك المدارس الموارد وتكون قادرة على توفير فصول منفصلة للطلاب اللاجئين لتطوير مهاراتهم في اللغة الإنجليزية، فقد يستغرق الأمر من الطلاب اللاجئين العاديين ثلاثة أشهر فقط للحاق بأقرانهم. كان هذا هو الحال مع اللاجئين الصوماليين في بعض المدارس الابتدائية في نيروبي.
غالبًا ما يتم إخفاء تاريخ الطلاب اللاجئين عن المعلمين، مما يؤدي إلى سوء فهم ثقافي. ومع ذلك، عندما يساعد المعلمون وموظفو المدرسة والأقران الطلاب اللاجئين على تطوير هوية ثقافية إيجابية، يمكن أن يساعد ذلك في تخفيف الآثار السلبية لتجارب اللاجئين عليهم، مثل الأداء الأكاديمي السيئ والعزلة والتمييز.

## ازمة اللاجئين

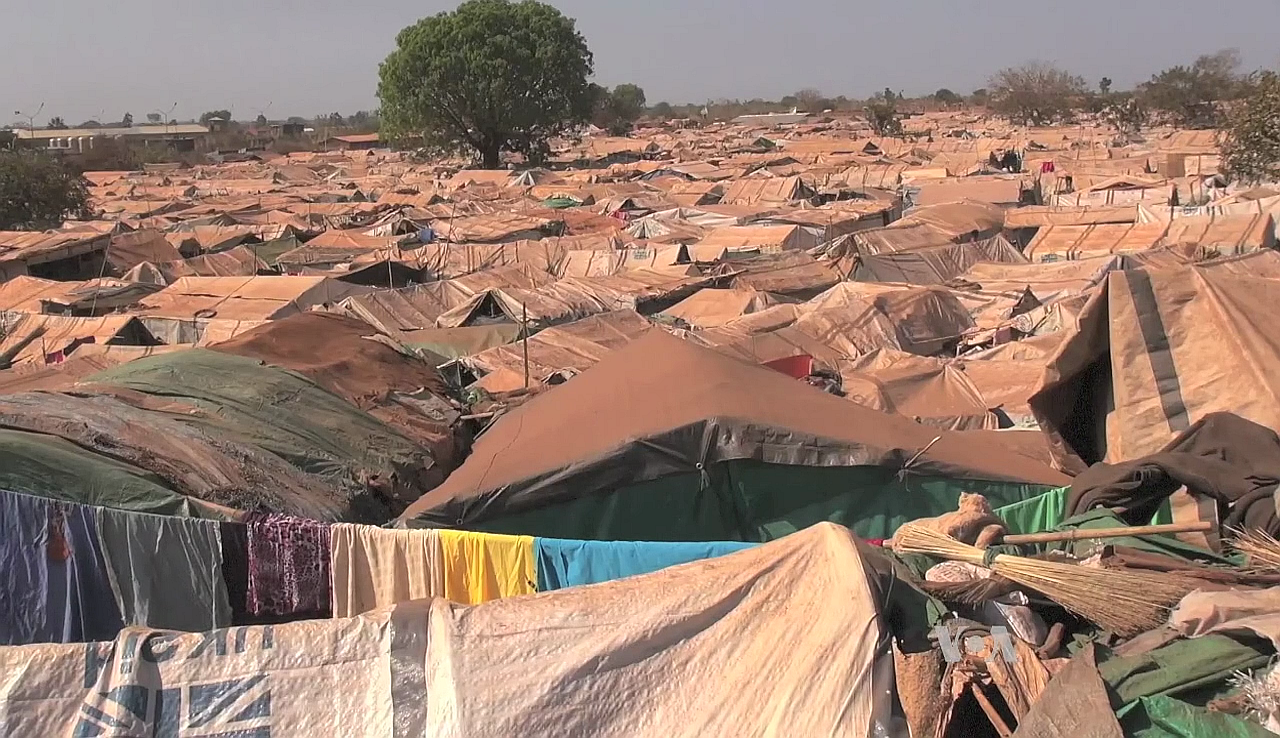
مخيم للاجئين في جنوب السودان، 2016

يمكن أن تشير أزمة اللاجئين إلى تحركات مجموعات كبيرة من النازحين، الذين يمكن أن يكونوا إما نازحين داخليًا أو لاجئين أو مهاجرين آخرين. يمكن أن يشير أيضًا إلى الحوادث في البلد الأصلي أو المغادرة، إلى مشاكل كبيرة أثناء التنقل أو حتى بعد الوصول إلى بلد آمن يضم مجموعات كبيرة من المشردين.
في عام 2018، قدرت الأمم المتحدة عدد النازحين قسرا بـ 68.5 مليون في جميع أنحاء العالم. ومن بين هؤلاء، هناك 25.4 مليون لاجئ و40 مليون نازح داخليا داخل دولة قومية و3.1 مليون مصنف كطالبي لجوء. يتم استضافة 85٪ من اللاجئين في البلدان المتقدمة، و57٪ من سوريا وأفغانستان وجنوب السودان. تركيا هي الدولة المضيفة الأولى للاجئين حيث يوجد 3.5 مليون نازح داخل حدودها.
في عام 2006، كان هناك 8.4 مليون لاجئ مسجل لدى المفوضية في جميع أنحاء العالم، وهو أقل عدد منذ عام 1980. وفي نهاية عام 2015، كان هناك 16.1 مليون لاجئ في جميع أنحاء العالم. عند إضافة 5.2 مليون لاجئ فلسطيني تحت تفويض الأونروا كان هناك 21.3 مليون لاجئ في جميع أنحاء العالم. بلغ إجمالي النزوح القسري في جميع أنحاء العالم ما مجموعه 65.3 مليون نازح في نهاية عام 2015، بينما كان 59.5 مليون قبل 12 شهرًا. واحد من كل 113 شخصًا على مستوى العالم هو طالب لجوء أو لاجئ. في عام 2015، بلغ العدد الإجمالي للنازحين في جميع أنحاء العالم، بمن فيهم اللاجئون وطالبو اللجوء والمشردون داخليًا، أعلى مستوى له على الإطلاق. 
من بينهم، كان اللاجئون السوريون هم المجموعة الأكبر في عام 2015 عند 4.9 مليون.  في عام 2014، تجاوز السوريون اللاجئين الأفغان (2.7 مليون)، الذين كانوا أكبر مجموعة لاجئين لمدة ثلاثة عقود.  الصوماليون هم ثالث أكبر مجموعة بمليون. والبلدان التي استضافت أكبر عدد من اللاجئين بحسب المفوضية هي تركيا (2.5 مليون) وباكستان (1.6 مليون) ولبنان (1.1 مليون) وإيران (مليون).  الدول التي بها أكبر عدد من النازحين داخليًا كانت كولومبيا 6.9 مليون وسوريا 6.6 مليون والعراق 4.4 مليون.
شكل الأطفال 51٪ من اللاجئين في عام 2015 ومعظمهم انفصلوا عن والديهم أو يسافرون بمفردهم. في عام 2015، كان 86٪ من اللاجئين الخاضعين لولاية المفوضية في البلدان المنخفضة والمتوسطة الدخل التي هي نفسها قريبة من حالات الصراع.  يميل اللاجئون تاريخيًا إلى الفرار إلى البلدان المجاورة التي بها أقارب عرقيون ولديهم تاريخ في قبول اللاجئين الآخرين من نفس العرق.  والديني، الطائفي والمذهبي كان الانتماء سمة هامة من سمات النقاش في الدول المضيفة للاجئين. 
اللاجئون والأشخاص الذين يعيشون في أوضاع شبيهة باللاجئين حسب المنطقة بين عامي 2008 و2018
| المنطقة (منطقة رئيسية للأمم المتحدة)   | 2018       | 2017       | 2016      | 2014      | 2013       | 2012      | 2011       | 2010      | 2009      | 2008       |
| -------------------------------------- | ---------- | ---------- | --------- | --------- | ---------- | --------- | ---------- | --------- | --------- | ---------- |
| أفريقيا                                | 6775502    | 6687326    | 5,531,693 | 4,126,800 | 3,377,700  | 3,068,300 | 2924100    | 2,408,700 | 2,300,100 | 2,332,900  |
| آسيا                                   | 10111.523  | 9,945,930  | 8,608,597 | 7942100   | 6,317,500  | 5,060,100 | 5104100    | 5,715,800 | 5,620,500 | 5,706,400  |
| أوروبا                                 | 2760771    | 2,602,942  | 2300833   | 1,500,500 | 1,152,800  | 1,522100  | 1,534,400  | 1,587,400 | 1,628,100 | 1,613,400  |
| أمريكا اللاتينية ومنطقة البحر الكاريبي | 215.924    | 252,288    | 322403    | 352700    | 382.000    | 380700    | 377800     | 373900    | 367400    | 350300     |
| أمريكا الشمالية                        | 427350     | 391907     | 370291    | 416400    | 424000     | 425800    | 429600     | 430100    | 444900    | 453,200    |
| أوقيانوسيا                             | 69492      | 60954      | 53671     | 46800     | 45300      | 41000     | 34800      | 33800     | 35600     | 33600      |
| مجموع                                  | 20.360.562 | 19,941,347 | 17187488  | 14385300  | 11,699,300 | 10498000  | 10,404,800 | 10549700  | 10396600  | 10.489.800 |

## منظمات معنية بدراسة ملفات اللجوء

### المكتب الفرنسي لحماية اللاجئين وعديمي الجنسية
المكتب الفرنسي لحماية اللاجئين والأشخاص عديمي الجنسية (OFPRA) هو مؤسسة عامة إدارية فرنسية مسؤولة عن ضمان تطبيق اتفاقية جنيف في 28 تموز (يوليو) 1951 المتعلقة بوضع اللاجئين واتفاقية نيويورك لعام 1954.

### مكتب المفوض العام لشؤون اللاجئين والأشخاص عديمي الجنسية (CGRS)
مؤسسة حكومية مسؤولة عن البت في طلبات اللجوء في بلجيكا.

### المرصد الأورومتوسطي لحقوق الإنسان
منظمة دولية غير حكومية تُعنى بحقوق الإنسان في مناطق النزاع، بما في ذلك اللاجئين والمهاجرين في بلدان المنشأ والمقصد.